# Familia Brontë
La familia Brontë fue una familia dedicada a la literatura inglesa del siglo XIX, cuya reputación, que se extiende a todos sus miembros, se debe principalmente al grupo formado por tres hermanas, poetas y novelistas, Charlotte (nacida el 21 de abril de 1816), Emily (nacida el 30 de julio de 1818) y Anne (nacida el 17 de enero de 1820).
En un principio publican poemas y novelas bajo seudónimos masculinos. Sus novelas atraen la atención de inmediato (y no siempre de forma positiva) por su originalidad y la pasión que manifiestan. Solo a Jane Eyre, de Charlotte, le reconocen un éxito inmediato. Pero Cumbres Borrascosas de Emily, luego La inquilina de Wildfell Hall de Anne y Villette de Charlotte, fueron admitidas más tarde como grandes obras de la literatura.
Las tres hermanas y su hermano Branwell desarrollaron su imaginación para escribir el conjunto de historias cada vez más y más complejas, estando en contacto con un padre muy educado. La confrontación con la muerte, primero de su madre, y luego de sus dos hermanas mayores, los marca profundamente e influye en sus obras.
Sus trágicos destinos personales, así como su precocidad, han contribuido enormemente a su reputación y, por extensión, a la de sus familiares cercanos. Después de su desaparición, e incluso durante la vida de su padre, pervivió un culto que se extendió más allá de Inglaterra. Su hogar, la casa parroquial de Haworth, se ha transformado en un museo convertido en un lugar de peregrinación, que acoge cada año cientos de miles de visitantes de todo el mundo.

## La familia Brontë
La familia estaba compuesta por:
- Los padres y una tía materna: Patrick Brontë, el padre; Maria Brontë, la madre; y Elizabeth Branwell, la tía.
- Las dos hermanas mayores, que murieron siendo muy jóvenes: Maria Brontë, la hija mayor, y la segunda, Elizabeth Brontë.
- La hermandad literaria, compuesta por las tres hermanas Brontë y su hermano: Charlotte Brontë, (autora de Jane Eyre); Emily Jane Brontë, (autora de Cumbres Borrascosas); Patrick Branwell Brontë, conocido como Branwell, el hijo; y Anne Brontë, (autora de Agnes Grey y de La inquilina de Wildfell Hall).

El destino de las personas mayores de la familia, debido a su prematura muerte, debe disociarse del de los niños que llegan a la edad adulta. Es por ello que se tratarán con mayor profundidad pero por separado.

### El padre, Patrick Brontë

#### Educación

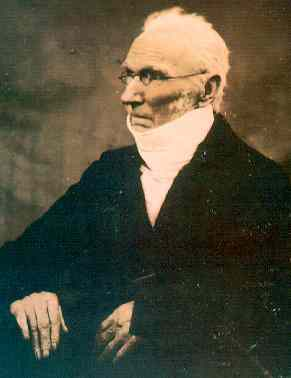
Retrato de Patrick Brontë, de 1860, con su corbata blanca ancha "en Wellington."

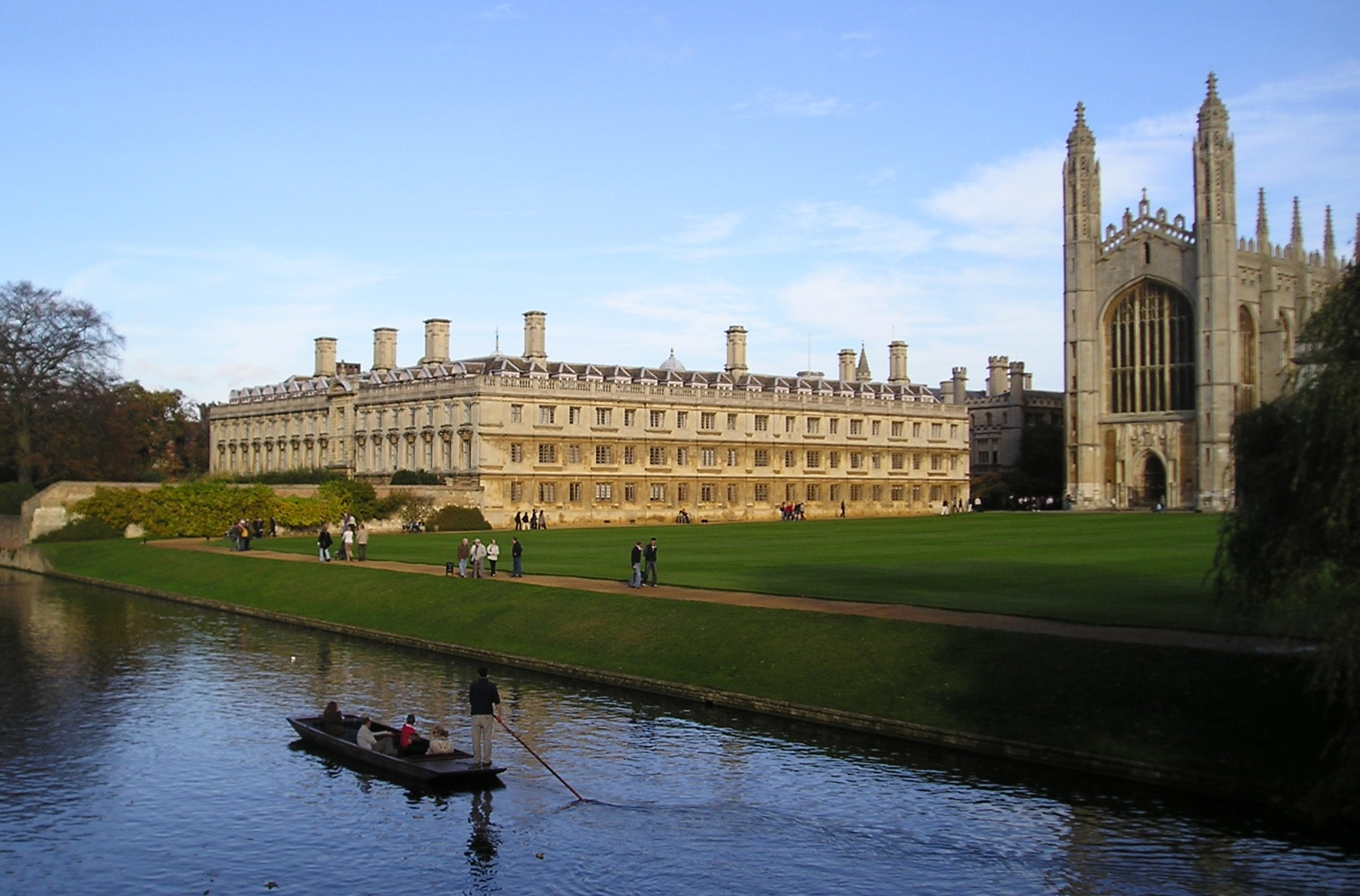
Vista de la Universidad de Cambridge, donde estudió Patrick Brontë. (Cam está al frente, y la Capilla de King's College, en el fondo, a la derecha.)

Patrick Brontë es el autor de "Cottage Poems" (1811), "The Rural Minstrel" (1814), de artículos de periódicos y folletos, así como de varios poemas pastorales.
Este muchacho superdotado fue a la escuela hasta los dieciséis años. Para financiar su estudios, sus padres alquilaron más de dos hectáreas en complemento. Más tarde fundó una escuela llamada "pública" (abierta al público) - o, según la terminología inglesa, privada-. Trabajó como preceptor y logró ahorrar algo de dinero, ahorros que le permitieron ingresar en la universidad de St John's College, Cambridge. Esto es un hecho excepcional ya que dado su origen irlandés del sur, y su condición humilde, lo habitual hubiese sido que ingresase en el Trinity College de Dublín, con igual notoriedad que el Trinity College de Cambridge, y no en una institución tan prestigiosa.
Es admitido gracias a sus probadas capacidades, y a Thomas Tighe, Juez de paz, hijo de un parlamentario y medio hermano de dos miembros del parlamento irlandés, ministro de la Established Church of Ireland y simpatizante de los movimientos evangélicos, sigue los pasos de John Wesley, con el objetivo de revivir la Iglesia y con el fin de desterrar la corrupción. Tighe le recomienda a sabiendas, ya que Patrick supervisó la educación de sus hijos durante cuatro años. Además, le hizo estudiar latín y griego, condición de entrada a Cambridge, probablemente en parte como pago de la preceptoría. Patrick recibe así una sizarship, una beca de la universidad que completa su aporte. Estudia teología e historia (antigua y moderna) desde 1802 hasta 1806 con aplicación, a diferencia de muchos de sus contemporáneos afortunados. Los documentos dan fe de sus estudios, y recibió la distinción de primera clase, que corresponde a una mención "Bien".
Después de su B.A. (Bachelor of Arts) recibe su ordenación (10 de agosto de 1806), como la mayoría de los estudiantes sin grandes recursos. Esta elección corresponde a sus aspiraciones y es ayudado por su amigo Henry Martyn. Este era cuatro años más joven, pero ya era Wrangler en la universidad, el grado más alto de la jerarquía entre los muchachos "asistentes", Martyn lo recomienda con las autoridades eclesiásticas. Patrick consigue una beca destinada a "mantener a jóvenes varones de gran piedad que estén destinados para el sacerdocio" ("maintain pious young men designed for the ministry").

#### Vicario "perpetuo"
Seis años más tarde, en 1812, conoció a Maria Branwell, nativa de Cornualles. A la edad de 29 años de edad, vivió durante algunos meses con un tío en Yorkshire, director de un internado para niños, en el que Patrick es invitado a corregir las pruebas de los estudios bíblicos. Esta niña "despierta, alegre e ingeniosa" le inspiró un flechazo que es recíproco. Se casaron el 29 de diciembre de 1812 y tuvieron seis hijos.

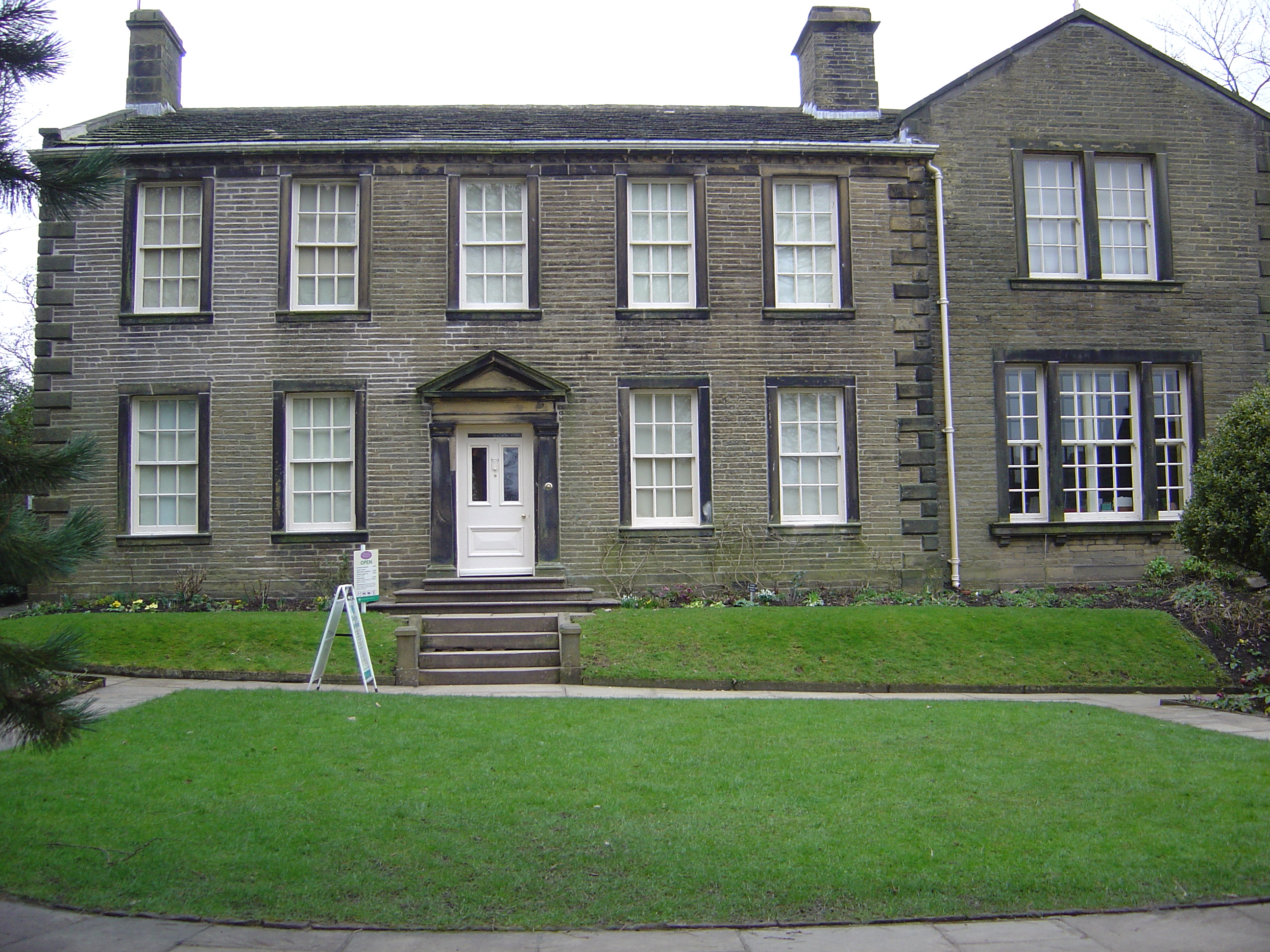
La casa parroquial de Haworth, la casa de los Brontë, actualmente un museo (Brontë Parsonage Museum).

El 20 de abril de 1820 la familia se instala en la casa parroquial de Haworth. El edificio actual tiene un ala con tejado a dos aguas, añadida en 1878 por el sucesor de Patrick, el reverendo John Wade, y de una escalinata, ampliada a siete escalones, que anteriormente solo tenía tres. Los empleados del museo reconstruyeron el jardín delantero, y se encuentra actualmente en mejor estado que en la época, ya que a ningún miembro de la familia le interesaba la jardinería, con plantas de la época. A la derecha, crecían algunos groselleros y grosella negra cuyos frutos se recogían junto con arándanos de las Landas, que se utilizaban para mermeladas.
Patrick Brontë ejerce la función de vicar (cura), con el rango de curate (vicario), pero siempre firma con la mención Incumbent (titular). Apasionado admirador del Duque de Wellington, el vencedor de la Batalla de Waterloo, al igual que su héroe se envuelve alrededor de su cuello una larga corbata blanca que con el tiempo llega a cubrir la barbilla, pasada de moda, que nunca dejará bajo pretexto de que tenía una garganta frágil. La adoración por Wellington es retomada por sus hijas que, en sus pequeños libros (ver Juvenilia), bajo diversos nombres, a menudo exóticos, harán de él el héroe de muchas de sus historias.
Patrick profesa puntos de vista muy conservadores, compartidos con mucha mayor rigidez por sus hijos. Frecuentemente toma posición en la prensa local o en los panfletos que publica por su cuenta. Así, después de haber aprobado Catholic Emancipation Act ("Ley relativa a la emancipación de los católicos"), se rebela contra la Iglesia a la que acusa de propósitos "malintencionados" hacia la Gran Bretaña en conflicto con la provincia de Irlanda en constante rebelión. Para los Brontë, el Papa es considerado como Satanás en persona, y Charlotte en particular, tuvo en los "papistas" una verdadera fijación.

#### Un hombre de principios pero generoso

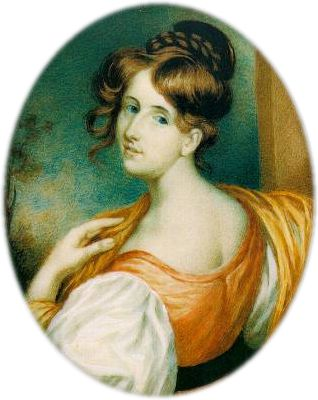
Elizabeth Gaskell, la biográfa de Charlotte Brontë. Retrato del miniaturista escocés William John Thompson (1832).

Elizabeth Gaskell, primera biógrafa de Charlotte a pedido de Patrick, lo describe, siguiendo el arquetipo del pastor anglicano, como bastante inflexible, rígido, hipocondríaco y misántropo. Retrato retomado por algunos autores, como Margot Peters o Daphne du Maurier. Esta última evoca, a través de dos anécdotas, su actitud inflexible hacia lo que podría conducir a los suyos a un amor excesivo por el vestuario: arroja al fuego unos botines de cuero que le habían regalado a sus hijos y destroza un vestido de seda que su esposa había olvidado guardar bajo llave. Hoy en día esos sucesos se consideran como apócrifos, y el mismo Patrick se encargó de desmentirlos en una carta dirigida a Elizabeth Gaskell, el 30 de julio de 1857.

La rebelión ludita, en la destrucción de un telar.

Era considerado como un excéntrico. Por ejemplo no se acostaba jamás sin sus dos pistolas - cuyos cargadores al despertarse vacíaba, por precaución, sobre el campanario de la iglesia, donde los impactos siguen siendo visibles. Este hábito lo había adoptado después de la revuelta llamada de los luditas. Patrick teme también a la agitación cartista, siempre amenazante en 1848, de la cual el clérigo es a menudo víctima. Cerca de Bingley, de Kildwick, o de Keighley, Bradford y Mánchester, miles de hombres hacían frente a regimientos enteros. Charlotte se hace eco en una carta a W. S. Williams, lector de su casa editorial, en la que califica al movimiento de "ill-advised" ("mal asesorado") y se congratula de la represión, esperando que se haga un examen serio de sus causas y una acción "justa y humana" por parte de las autoridades.
Juliet Barker lo describe más bien como alguien "abierto, inteligente y generoso, como todos los Branwell-Brontë y con un profundo amor por sus hijos". De hecho, él mismo se encarga de su educación, les procura los libros que desean, les compra juguetes y les da una gran libertad, animándolos a leer, escribir, recorrer las tierras o soñar. Consciente de su vivacidad intelectual, los envía a Cowan Bridge, una nueva escuela para niñas del clero bajo, de la que espera un cursus escolar formal (véase más adelante).

#### La soledad
Patrick Brontë no puede desposar a la bella hermana de su mujer Elizabeth, aun cuando los dos lo hubieran deseado, porque la moral del siglo XIX consideraba esta unión como incestuosa. Viudo en la flor de la edad, trata de encontrar una segunda esposa, pero sus encuentros y negociaciones fracasan. Le propone matrimonio a Isabella Dury de Keighley, lo que suscita algunos chismorreos en Haworth. Luego le propone a Mary Burder, su primer amor, a quien conoció en Weathersfield. Mary se deja querer en un principio y luego le responde que se encuentra felizmente instalada con su vida. En resumen, Patrick se resigna a su viudez; tiene 47 años, escasos ingresos, una condición humilde y muchos hijos: piensa que Dios no quiere que lo intente por segunda vez, y decide quedarse solo.

#### Fallecimiento y pertenencias

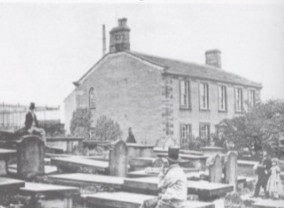
La casa parroquial de Haworth, poco después de la muerte de Patrick Brontë.

Patrick Brontë murió seis años después de Charlotte, a los 84 años, después de dos derrames cerebrales (Accidente cerebrovascular) sin secuelas graves. A menudo se encuentra encerrado en su oficina, donde come, concentrado en su Biblia y su Book of Prayers (libro de plegarias). Hasta su último aliento, fue asistido por su yerno, el reverendo Arthur Bell Nichols, vicario (curate) de la parroquia, que vuelve, después de haber abandonado las órdenes en Banagher de su Irlanda natal, acompañado por su sirvienta Martha Brown (quien murió en Haworth en una visita a su familia y está enterrada en el cementerio contiguo a la casa parroquial).
Allí, Arthur Bell Nicholls se casa con su prima María Bell, aunque continúa conservando la memoria y los objetos que le recuerdan a su primera esposa (Charlotte Brontë), el temporizador, los manuscritos, la ropa, el pupitre portátil, el pastillero y los cuadros pintados por Branwell, doblados en cuatro en la parte superior de un armario hasta 1906. En la reproducción, puesta más arriba en el frontispicio del libro, las huellas del plegado están corregidas, pero subsisten en el original, el cual es visible en la National Portrait Gallery. Todos estos objetos son, a la muerte del vicario, vendidos por su viuda apurada, y en su mayoría son adquiridos por la Brontë Society. Parece que es el mismo A. B. Nicholls que en 1896 vendió todos los manuscritos que tenía de las hermanas Brontë a Clement Shorter, el biógrafo y coleccionista de los Brontë. Estos documentos incluyen manuscritos escritos durante la infancia de las hermanas, así como cartas, como las que Charlotte escribió a su familia cuando ella se encontraba en Bruselas.

### La madre, María, nacida en Branwell
María Brontë, nacida en 1783, muere a los 38 años en 1821, probablemente de un cáncer de estómago, según los testimonios sobre sus frecuentes vómitos, aunque también se ha mencionado un cáncer ginecológico. Se casa el 29 de diciembre de 1812, a la edad de 29 años, el mismo día que su hermana menor, Charlotte, en la iglesia de Guiseley, después de que su novio celebrase la unión de otras dos parejas. Es conocida por su vivacidad, su alegría y su dulzura. Devota metodista, escribe un tratado, The Advantages of Poverty in Religious Concerns ("Los beneficios de la pobreza en la conducta religiosa"), que nunca fue publicado. Confecciona y hace bordar unos abecedarios por sus hijos (samplers) que están expuestos en el Brontë Parsonage Museum. Deja un recuerdo muy cálido, especialmente de su marido y sus hijos mayores. Emily y Anne no conservaban sino algunas imágenes, sobre todo de una madre que sufre en su lecho de enferma.

### La tía, Elizabeth Branwell
Elizabeth Branwell, nacida en 1776 en Penzance, Cornualles, murió a los 66 años, el 29 de octubre de 1842 en Haworth, es la hermana mayor de María, la tía de los niños, lo que equivale en Haworth al papel de su hermana Maria, después de la muerte de ésta. Se trata de una metodista, cuyas convicciones no tienen ninguna influencia sobre los jóvenes Brontë. Con ellos asiste a los oficios en la iglesia de su hermano político, sentado en el "pew" ("el banco cerrado") de la familia, que contiene los nombres de los titulares que cumplen con la aportación a la iglesia. Durante toda su vida, ella es vista de luto en Cornualles y se queja de que nunca conoció el norte. Es la Aunt ("tía") Branwell, que enseña a los niños el alfabeto, la aritmética, el work ("trabajo"), es decir, las labores con la aguja: como la costura, los bordados punto de cruz, y les ofrece los libros y además de suscribirse a la revista Fraser, menos interesante que la Blackwood´s, por su interés en el debate.

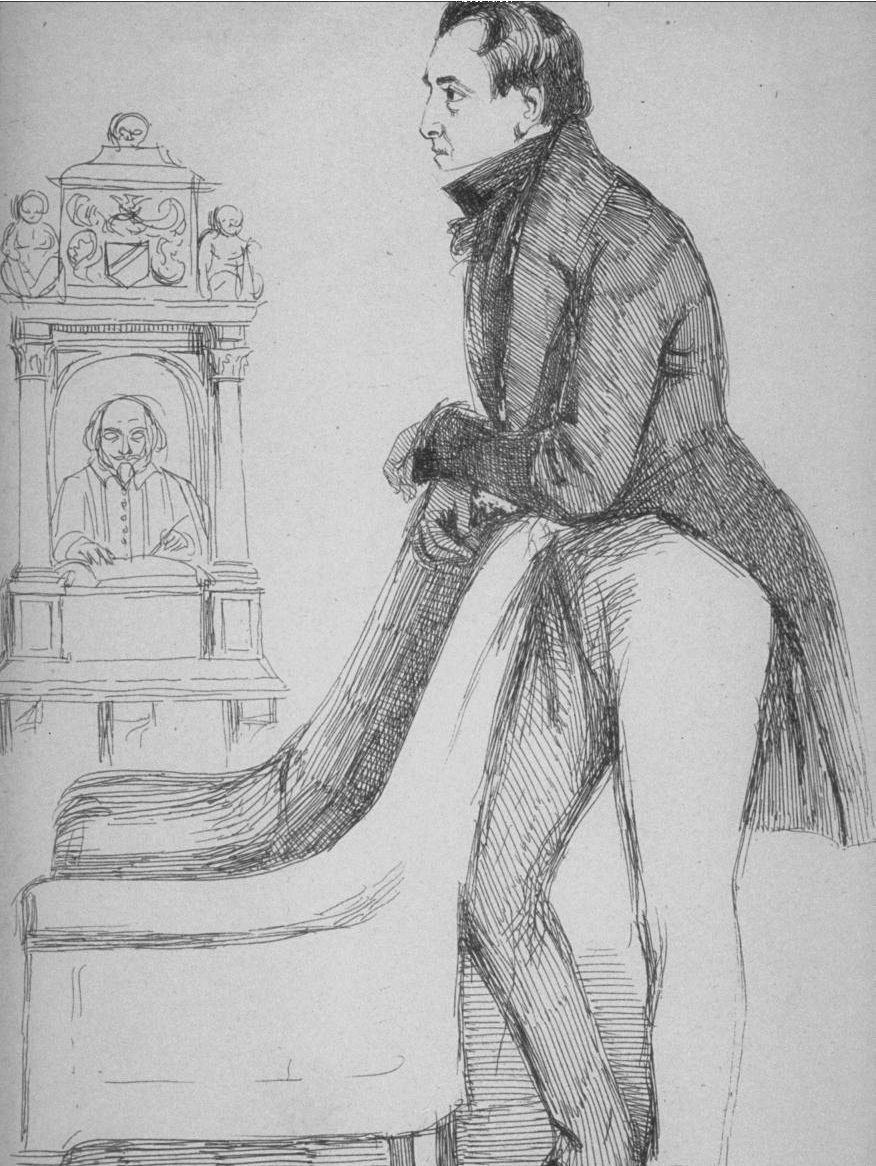
Retrato de James Sheridan Knowles, publicado en 1833 en la revista Fraser, a la que estaba suscrita la tía Branwell.

Según se informa, a ella le gustaba el tabaco y se mostraba amable y juguetona, mientras que la moral de los conservadores tiende a seguir una estricta etiqueta, preocupados por la educación religiosa y moral de los niños, cuidadosos con sus trajes planchados con almidón, inflexibles para la ocasión. Generosa, ella sacrificó su vida por su sobrino y sus sobrinas, sin tratar de contraer matrimonio y sin ver a su familia. Elizabeth solía llevar zuecos de suela gruesa, haciendo eco en el piso de piedra, y su paradero se podía saber por los golpes en el comedor cuando entraba en su habitación, que se encontraba en el hogar.

### Las dos hermanas de Charlotte

#### María, la mayor (1814-1825)

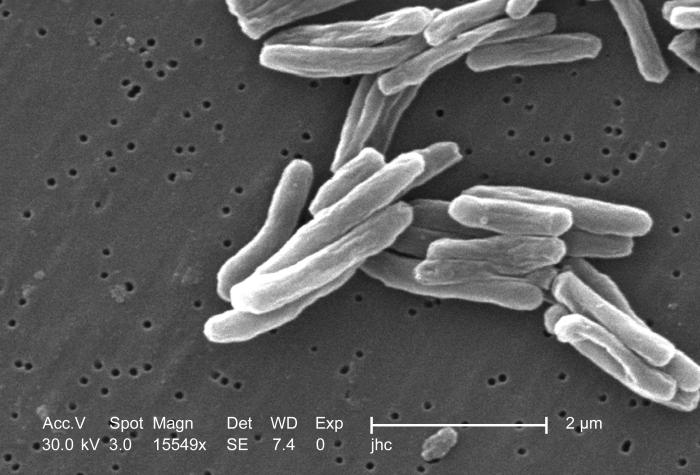
Imagen al microscopio de Mycobacterium tuberculosis, el «Bacilo de Koch», la maldición de la familia Brontë.

En Cowan Bridge, María Brontë conoció el frío, el hambre, la miseria, la violencia de los ancianos, los discursos de la condena eterna y los fuegos del infierno ("fire and brimstone"). Ella tiene una tuberculosis avanzada. Charlotte la describe como vivaz y sensible, particularmente precoz con la lectura y los juegos.

#### Elizabeth, la menor (1815-1825)
Elizabeth Brontë se unió a su hermana en Cowan Bridge, donde sufrió la misma muerte. Murió el 15 de junio de 1825, dos semanas después de su regreso con su padre. Tal vez es menos precoz, a pesar de su prematura muerte, privándola de las distracciones creativas de su familia, la priva de su apreciación.

## Los años de aprendizaje
A muy temprana edad, los niños colocan la escritura en el centro de sus intereses, al principio, lo hacen como un juego, si todo parece bueno en la narración, solo los cadetes tienen la libertad para hacer de su pasión. Este cuarteto de niños es catalogado como "impresionante" y "maldito" (véase Intento de explicación) toma forma en la soledad de la pequeña casa parroquial en Yorkshire en torno a la figura de su padre omnipresente, mientras que sus hijos crecen, este se preocupa por una educación más formal.

### Cowan Bridge, la escuela maldita
Por ello, en 1824, los cuatro hermanos ingresan a la escuela en Cowan Bridge, fundada para los hijos de clérigos de escasa fortuna, que le es recomendada al señor Brontë. Al año siguiente, María y Elizabeth se enferman gravemente y se retiran, pero mueren poco después, el 6 de mayo y el 15 de junio de 1825, Charlotte y Emily regresan a Haworth también. El trauma de perder a sus dos hermanas se refleja especialmente en la obra de Charlotte: Jane Eyre, en dónde Cowan Bridge se convierte en Lowood, y la patética figura de María toma la forma de Helen Burns, la señorita Andrews tiene la crueldad de la señorita Scatcherd y la tiranía del director, el reverendo Carus Wilson, se refleja en el señor Brocklehurst.

#### Empleo del tiempo

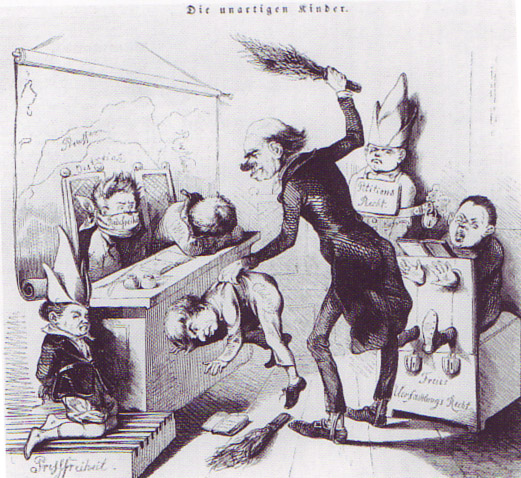
La dureza del castigo a los estudiantes en la primera mitad del, no es exclusiva de Inglaterra (imagen alemana de 1849).

Cowan Bridge impone un uniforme para los niños llamados Charity children ("los niños de la caridad") que humilla a los pequeños Brontë, quienes se encuentran entre los residentes más jóvenes. Sufren las burlas de los mayores, Charlotte en particular, a la cual una fuerte miopía la obliga a poner su nariz muy cerca de los escritos.
"Recostados con los pies contra la cabeza, nos levantamos antes del amanecer; y después de un rápido baño frío en una tina para seis personas a la vez, transformada en el hielo que cae durante una hora y media, precede a las oraciones matutinas, un pequeño desayuno de avena, que con frecuencia se encuentra quemado. Entonces comienzan las clases, de 9:00 a 12:00, seguidas por un descanso en el jardín hasta la dinner (cena). Las lecciones se retoman, interrumpidas a las 17 horas por una merienda compuesta de media rebanada de pan y una taza de café, con un nuevo recreo de treinta minutos antes de un largo estudio. El día termina con un vaso de agua, una galleta de avena (oatcake), las oraciones de la tarde y la hora de acostarse. Los castigos llueven: la privación de alimentos, del recreo, el castigo corporal, o la exposición en un taburete con la cabeza cubierta por un "bonete de la infamia" durante horas sin poder moverse."

#### La disciplina
El castigo, relatado en el libro Jane Eyre de Charlotte, se confirma en la obra de Elizabeth Gaskell. Mientras que el Sr. Williams, el lector de Smith, Elder & Co., la felicita por el vigor de su descripción, Charlotte manifiesta la veracidad de sus declaraciones, dice seguir siendo parcial, y no deja que las personas crean que ella estaba exagerando. Habiendo sufrido durante dos décadas los malos tratos infligidos a sus hermanas, ella podría tener, de forma inconsciente, exageraciones, o incluso llegar a inventar: la prueba de sus intenciones existió, pero se ve socavada por un testimonio concreto que Charlotte no cuenta. Sin embargo, Gaskell recogió la historia de la pequeña María, muy enferma y que acababa de recibir una ventosa por su enfermedad, que se levanta abruptamente a la vista de la señorita Andrews y comienza a vestirse. Antes de que ella pueda tirar nada, la maestra tira la mitad de las cosas en la habitación, la abruma con reproches por su negligencia y desorden, y entonces, seguidamente, llega el castigo, con el cual María se tambalea por el dormitorio. Según Gaskell, su interlocutora, no identificada, "hablaba como si ella viera la escena y su rostro ardía de una indignación inextinguible".

#### El calvario dominical
Los domingos son incluso más duros. En cualquier momento y sin ropa adecuada, los estudiantes debían atravesar cinco kilómetros de campos para llegar a la iglesia, primero para la misa, y luego recibián un refrigerio frío en parte posterior de la iglesia antes del interminable servicio vespertino, a continuación regresaban a la escuela temblando y muriéndose de hambre, donde recibían una rebanada de pan con mantequilla rancia. Las devociones del domingo concluían con unas largas recitaciones del catecismo, aprendiendo de memoria los textos bíblicos y, por lo general, con un sermón sobre la condena eterna. El reverendo Carus Wilson, quien dirigía el establecimiento, era un evangelista calvinista creyente de la predestinación y la condenación; sus sermones y escritos, pequeños manuales para el uso de estudiantes, son un recordatorio de que una fuerte retórica y los efectos de estilos bien pensados marcan los jóvenes espíritus.

#### La denuncia deJane Eyre
Visto en el contexto de la época, el régimen de Cowan Bridge no es ni más ni menos grave que el de otras instituciones comparables, e incluso puede ser relativamente suave. En su Jane Eyre Charlotte denuncia a Lowood por su rigurosidad, su suciedad, los alimentos en mal estado, el hambre, los vómitos (los suyos y de su hermana), la obligación de tomar sus eméticos (vómitos) y el sangrado, la negligencia del médico (hermano del director), la epidemia de low fever (¿tifus?), asociadas a la tuberculosis que debilitaba a los estudiantes, la severidad de los castigos, y la maldad común del personal, especialmente de la señorita Scatcherd.

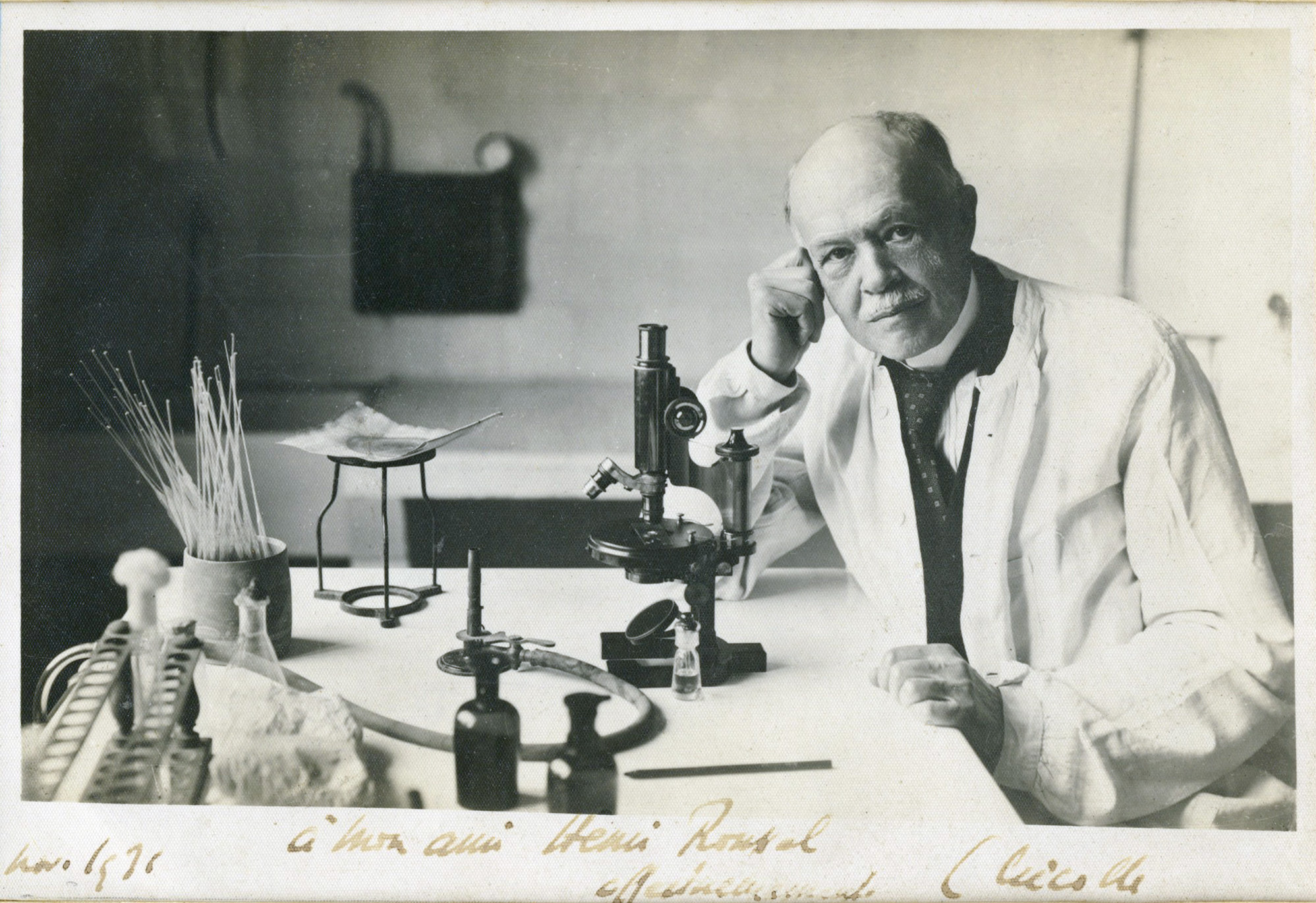
Charles Nicolle en 1909 estableció que el piojo es el vector del tifus, la llamada "fiebre del hambre" o "fiebre de la cárcel".

Estas condiciones son por lo general consideradas como normales, y cuando aparece La Vie de Charlotte Brontë de Elizabeth Gaskell en 1857, una larga polémica se apodera de la prensa, y los diferentes protagonistas libran una feroz guerra. El Señor Brontë demostró coraje, dejando de ofender a sus superiores, retirando del colegio a sus hijos, retirada que es demasiado tardía para las mayores, pero él ignora su estado de salud.

#### Contestación por parte de los críticos evangelistas
El cuadro que Charlotte ha elaborado de la escuela, como más tarde lo remarca Elizabeth Gaskell, acusada de continuar con el mismo guion, ha despertado reacciones. Más allá de las condiciones materiales, a Charlotte se le reprocha una parcialidad ideológica. La polémica no se encuentra cerrada: así, en el libro Nineteeth-Century Religion and Literature, An Introduction, publicado en 2006, Mark Knight y Emma Mason se esfuerzan en demostrar que la descripción del señor Brocklehurst es "parcial e incompleta", y que sus comentarios son "voluntarios" y que nada tienen que ver con una referencia a la redención de los pecados que escriben estos, ya que ello es "inherente a la fe evangélica." Por otra parte, añaden, en su evaluación de la doctrina calvinista predicada por St. John Rivers, quien ve a la heroína Jane "como una condenada a muerte", "muestra la incapacidad de Jane Eyre de concebir la salud como un don de la Gracia, y no la consecuencia del mérito individual".

#### La buena fe de Patrick
Patrick Bronte hizo todo lo posible para encontrar lo que él creía que era apropiado para sus hijos. Como lo muestra en Juliet Barker, como lo leyó en Leeds Intelligencer del 6 de noviembre de 1823, sobre los informes de abusos que se encuentran en el Tribunal Penal de Bowes, y de otros, juzgados el 24 de noviembre de 1824 cerca de Richmond, concernientes a los estudiantes que son roídos por los parásitos y se encontraban tan desnutridos que algunos han perdido la vista. No hay indicios de que la Clergy Daughters' School no pudiera satisfacer sus expectativas. No es muy barato y sus patrons (los miembros honorarios) son figuras respetadas, como la hija de un gran amigo de William Cowper, la señora Hannah More, autora reconocida de libros sobre la moralización en la educación de los niños, diferentes obispos e incluso algunos de sus conocidos, entre ellos William Wilberforce, que le permitió completar sus estudios en St John's. Él cree sinceramente que allí encuentra todas las garantías.

### LasJuvenilia:Glass Town,GondalyAngria
El padre, Patrick, va por montes y valles visitando a los pobres y los enfermos, ofreciendo sermones, siempre sin notas, también dando misas y la extremaunción, dejando a las tres hermanas y su hermano a solas con su tía y una doncella, Tabitha Aykroyd, llamada Tabby, que en la cocina, les cuenta las leyendas de las tierras en su dialecto de Yorkshire.

#### La experiencia colectiva de fundación:Glass Town

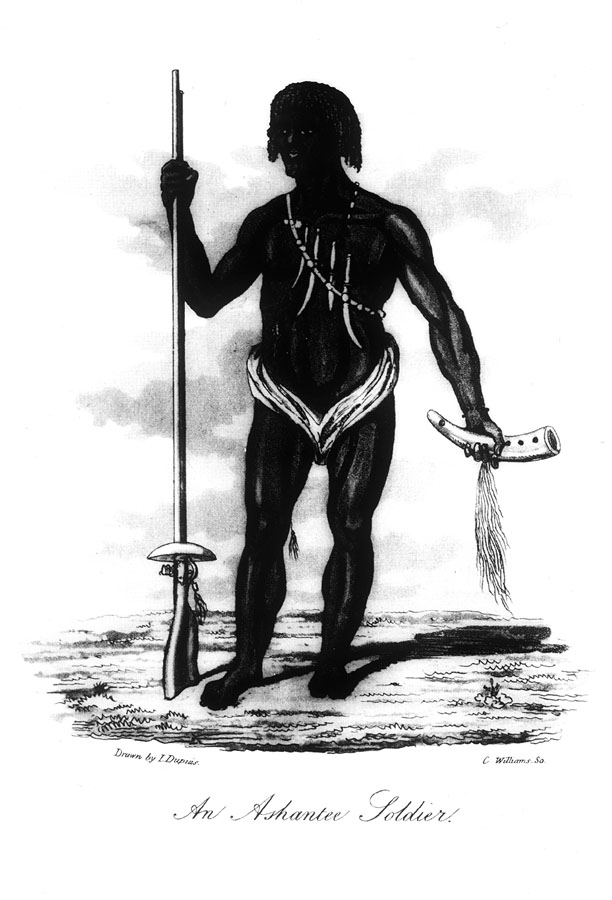
Soldado ashanti del, aliados de los franceses, mientras mantienen una destructiva guerra contra Glass Town en 1830.

Originalmente, tienen doce soldados de madera que Patrick Brontë le ofrece a Branwell a principios de junio de 1826. Él también han comprado juguetes para Charlotte, Emily y Anne, estos son los soldados the little men ("hombres pequeños"), a los que inmediatamente se les asigna un nombre, y que encienden la curiosidad de los niños.
Durante un día frío en diciembre de 1827, un mundo toma forma, mientras que a propuesta de Charlotte, cada uno elige "su" isla, donde se convierte en el administrador, y Branwell inmediatamente reanuda la idea de ampliarla.
Surge entonces la "Ciudad de Cristal" ("Glass Town"), una mezcla de Londres, París y Babilonia, país que cobra vida con una serie de aventuras complejas, grabadas en secreto en los small books o little books, sin que los más allegados, su padre, su tía y el personal doméstico, sean informados de su existencia. Estos pequeños libros, varios cientos, tienen el tamaño de una caja de cerillas (3,8 cm x 6,4 cm), se cosen con un hilo y son cubiertos con una fina escritura, a menudo con caracteres de prensa, muy ajustados, sin puntuación y son adornados con dibujos explicativos, mapas, diagramas, fotos de paisajes o edificios, que son realizados por el más competente en el dominio del campo. Escrito en prosa, la saga ofrece pausas en los poemas que expresan estados de ánimo y vacilaciones, a veces abandonados por efusiones líricas. Entonces, lo mejor es seleccionado y se registraba para las correcciones en los cuadernos celosamente guardados.
Este mundo estructurado histórica, social, jurídica, administrativa y políticamente, es una monarquía constitucional, con cursos y festivales, asambleas, partidos políticos y luchas de poder, revueltas, revoluciones y guerras, con códigos civiles y penales, tribunales penales y sus asientos, con una prensa omnipresente y revistas que aparecen regularmente.

### La escuela de Miss Wooler

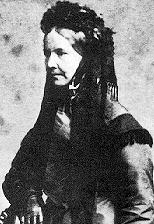
Ellen Nussey en 1855, año de la muerte de Charlotte Brontë.

#### Como estudiante

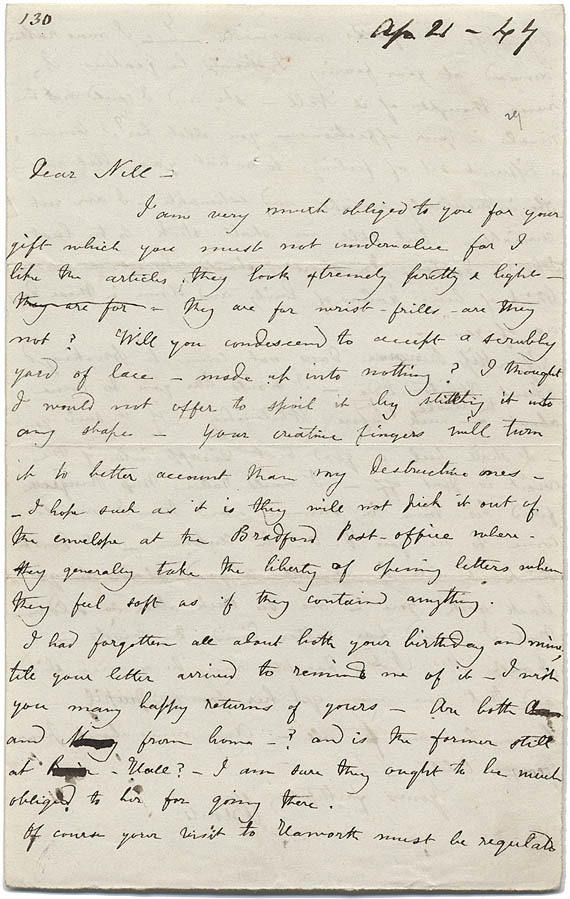
Carta de Charlotte Brontë a su amiga Ellen Nussey.

En 1831, Charlotte, quien ya tiene quince años, fue confiada a la escuela de Miss Wooler en Roe Head, Mirfield, Dewsbury Moor, al sur de Bradford. Patrick Brontë la podría haber enviado más cerca, a Keighley por ejemplo, y hubiese sido más barato. La señorita Wooler y sus hermanas, sin embargo, tienen una buena reputación: algunos fabricantes le envían a sus hijos, y el señor Brontë recuerda el hermoso edificio que se encontró paseando por la parroquia de Dewsbury, y luego en Hartshead-cum-Clifton, como vicario. Su elección es excelente, pero Charlotte es desgraciada, allí tiene una buena educación y conoce a varias chicas que permanecen en el lugar, a pesar de disputas pasajeras, conoce a sus amigas en la vida, especialmente a Ellen Nussey, quien es tranquila y ordenada, y a Mary Taylor que es caprichosa, quien prueba su suerte en Nueva Zelanda antes de regresar al país. Charlotte regresó a Roe Head, en junio de 1832, con pesar por abandonar a sus amigas, pero contenta de unirse al nido familiar.

#### Como maestra
Tres años más tarde, la señorita Wooler llamó a su exestudiante para que sea su ayudante. Se decidió que Emily la acompañare para continuar con los cursos y que ella no tendría que pagar, los gastos se saldarían con una porción del salario de su hermana. Tenía diecisiete años y es la primera vez, desde Cowan Bridge, que abandona su pueblo. El 29 de julio de 1835, las hermanas salen de la casa parroquial, el mismo día que su hermano Branwell, en un estado de gran excitación, escriben un borrador de una carta a la Royal Academy of Arts de Londres, en la que solicitan presentar sus dibujos para una candidatura como Probationary Student ("pasante").

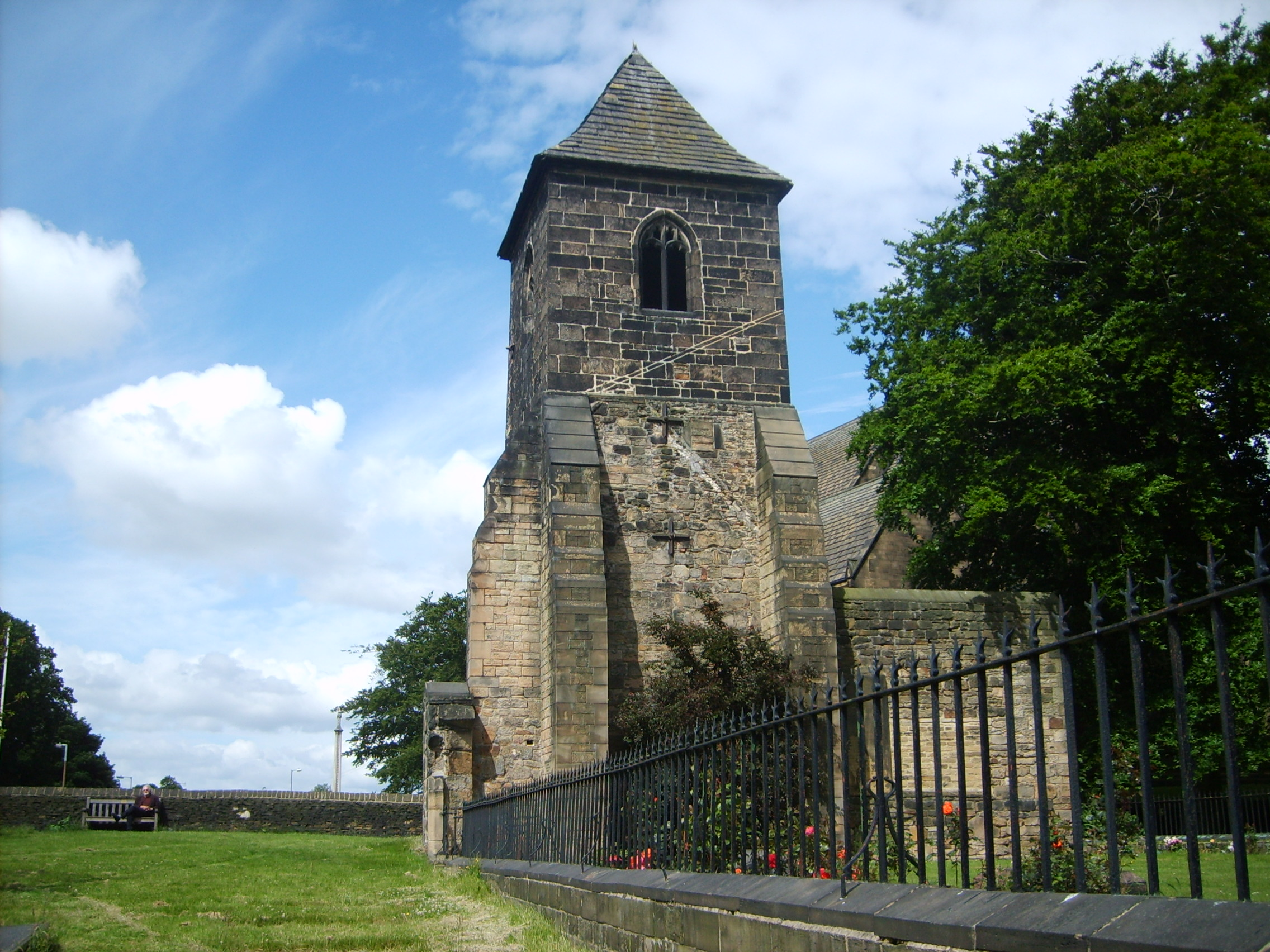
La iglesia de St. Mary en Mirfield, cercana a la escuela de Miss Wooler

Charlotte da clases por primera vez, aunque no siempre es amable con sus estudiantes, descripción que deja plasmada en sus cuadernos, y más tarde lo será en Bruselas con mayor mordacidad. Emily, sin embargo, se deprime, tiene una la mala predisposición para compartir su cama y contempla las tierras desde las ventanas sin poder recorrerlas: después de tres meses, deben llevarla de emergencia a la casa parroquial. Anne, decide estudiar para asegurar su futuro, y toma su lugar y continua allí hasta la Navidad de 1837.

#### La fatiga y el retorno
Charlotte escapa de la monotonía en el refugio con el mundo de Angria que, gracias a las cartas de su hermano, continua en desarrollo. Mientras disfrutaba de sus vacaciones en Haworth, retomó la saga, y escribió largos capítulos, a veces fue reprendida por su padre que quería que ella tuviese una mayor participación en los asuntos de la parroquia, en ebullición desde la imposición de las Church rates, el impuesto local para el funcionamiento de la parroquia anglicana, mientras que la mayoría de la población se compone de los Dissenters. Mientras tanto, Miss Wooler se trasladó a la Casa de Heald, Dewsbury Moor, donde Charlotte se queja de la humedad y de donde ella se va en diciembre de 1838, con un regalo de Miss Wooler, la colección de poemas de Walter Scott The Vision of Don Roderick and Rokeby (La visión de Don Rodrigo y Rokeby).

### La secesión enGondalyAngria

#### Gondalcreado por Emily y Anne

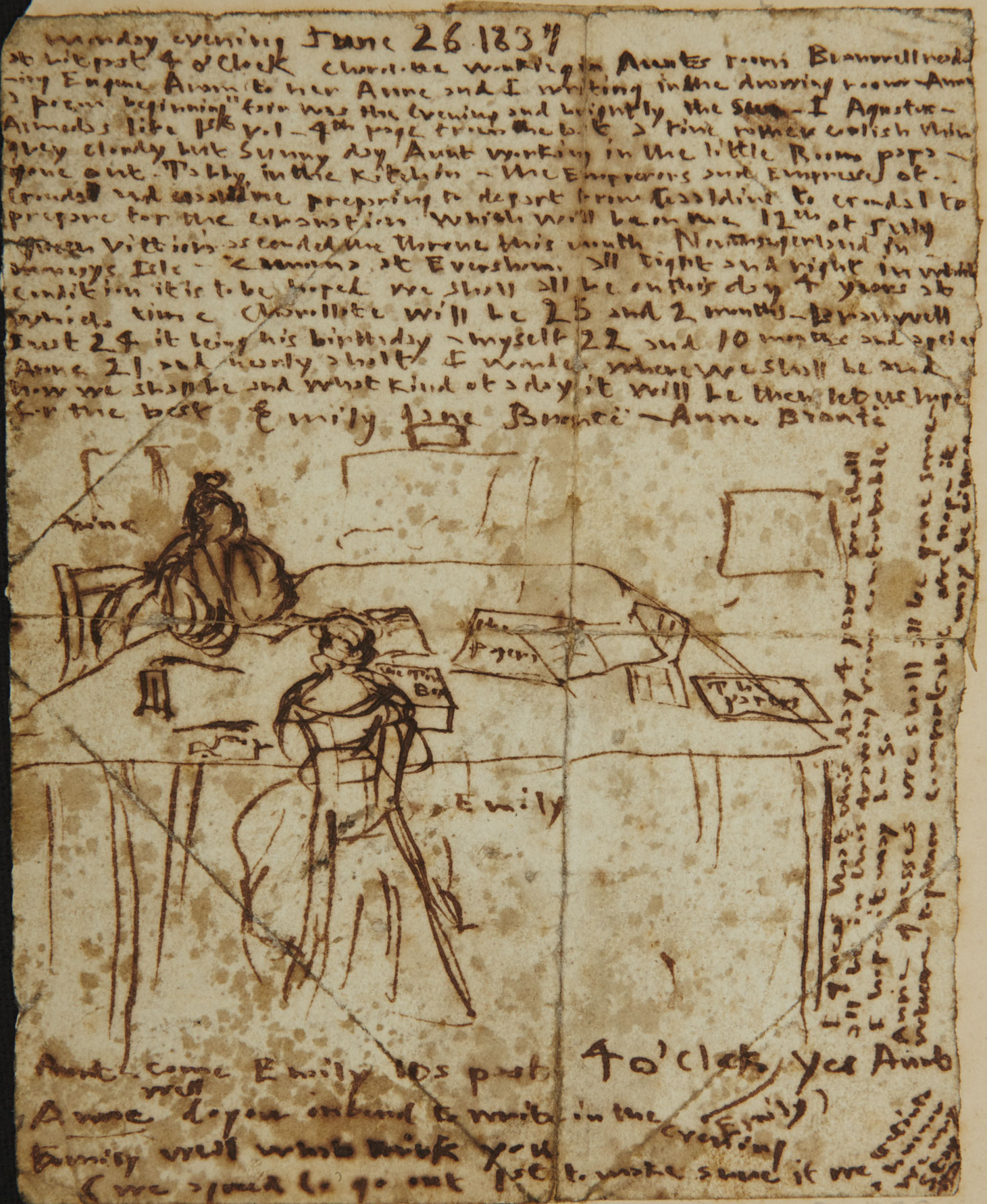
Diario de Emily Brontë, 26 de junio de 1837, mostrando su trabajo con Ana en la mesa en el comedor.

Al momento de la partida de Charlotte para Roe Head, Emily y Anne, a menudo calificadas como "gemelas", por su proximidad, y marcan su independencia frente a frente de Branwell y realizan la secesión de Glass Town, creando Gondal, una gran isla al norte del Pacífico que coloniza Gaaldine que se encuentra más al sur y tiene un clima más clemente.
Emily es la inspiración para este nuevo mundo dirigido por una mujer, donde ella se convierte en la guardiana. Cada una escribía sus poemas libremente dentro del marco definido, pero informando a las otras de sus proyectos. En su pupitre portátil, visible en el Brontë Parsonage Museum, Emily oculta los versos que ella destina, por si acaso los derrota en la saga.
Los pocos restos que quedan del ciclo de Gondal hacen difícil su análisis, Emily probablemente destruyó los libros acerca de este lugar, a excepción de los poemas que había grabado en secreto, pero que no tienen referencias al reino. Algunos de los poemas de Gondal son el germen de los personajes de Cumbres Borrascosas y et La inquilina de Wildfell Hall

#### Angriacreado por Charlotte y Branwell
A su regreso, Charlotte, a dúo con su hermano, se concentra en el reino de Angria, probablemente creado alrededor de 1834. Este nuevo mundo (que nace de la destrucción de "Verdopolis", otro de los nombres para Glass Town, por la culpa Alexander Rogue, conde de Northangerland), también crecerá hasta convertirse en una entidad igual a Gondal. Alternativamente, Branwell y Charlotte crean y desarrollan una sección, no sin conflictos, y en ocasiones Branwell no tiene en cuenta los deseos de su hermana y tienden conducirse solo mientras que su hermana está en Roe Head. A diferencia de Gondal, Angria es muy conocido ya que se han conservado un gran número de documentos, borradores, ilustraciones, poemas, cartas.

### Influencias literarias o artísticas

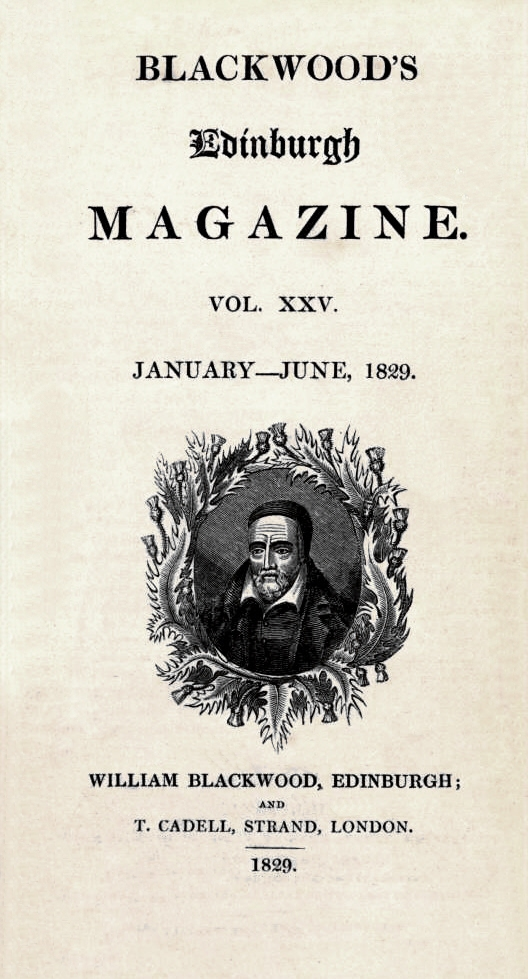
Blackwood's Edinburgh Magazine, volumen XXV : enero–junio de 1829. William Blackwood, Edinburgo y T. Cadell, Strand, Londres.

Los mundos de Glass Town, Angria y Gondal son creados por una fértil imaginación, alimentada por las pasiones políticas, sociales y literarias, los niños son muy abiertos a las influencias diversas que se encuentran en algunas de sus obras de madurez. Las primeras influencias colectivas, es vital la simbiosis de la reunión de los hermanos. No todos leen a los mismos autores, pero todos se aseguran de que el conjunto esté informado de los nuevos aportes. Esta es una biblioteca virtual que la familia posee, no en sus estantes, porque muchos de los libros son prestados, pero que en la memoria son guardados, las notas tomadas y por sobre todo los animados debates.

#### La prensa y laBlackwood's Magazine
Los periódicos, con la suscripción por parte de Patrick o comprados en John Greenwood, la papelería y librería de la cual los Brontë son considerados como los mejores clientes, que trae una gran cantidad de información. El Leeds Intelligencer, la Blackwood's Edinburgh Magazine, conservadora y bien escrita, mejor que la Quarterly Review, (con las mismas ideas políticas pero menos refinadas, razón por la cual el señor Brontë no lo lee), todo esto es explotado hasta el último detalle. La Blackwood's Magazine enciende la imaginación: por ejemplo, el mapa de África, publicado en julio de 1831, representa el universo material de Glass Town en África del oeste, en el pleno conocimiento de la "Gramática de la geografía general" de Goldsmith, que siempre estaba en la casa parroquial.

#### Las "novelas góticas"

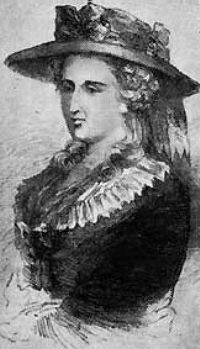
Ann Radcliffe, pionera de la narrativa gótica.

La misma Blackwood's Magazine tenía el gusto de presentar cuentos góticos, tan populares en al final del siglo XVIII y principios del siglo XIX, pero que ya se encontraban en declive. Jane Austen se burló este estilo en La abadía de Northanger, en la cual, la joven heroína Catherine Morland, la colma de romanticismo y se sumerge en un mundo imaginario en donde la banalidad es el miedo y la emoción, y hay una sospecha de un delito en la abadía, donde ella permanece. La antiheroína denuncia la ingenuidad excesiva y la incoherencia del romanticismo. Coincidencia o inspiración, el nombre de Catherine Morland había sugerido a Emily a la elección de "Catherine" para su novela, que precede a Morland, quien en las cercanías evoca los moors (los brezales) que ella tanto ama. Y el seudónimo elegido por Branwel, Northangerland, se hace eco de la "Northanger" de Jane Austen.
Estas historias inspiran a Emily en sus primeros poemas de Gondal, y a Charlotte y Branwell en algunos aspectos de Angria. De hecho, Charlotte escribió, alrededor de 1833, una historia fantástica, tratada de forma humorística que titula Napoleon and the Spectre. También tiene un toque de estilo gótico en la novela Villette, atormentada por una monja fantasmal y en una visita a la bizarra y deforme señora Valravens suma a la sensación de soledad y ansiedad de la heroína.
En Jane Eyre, la demente Bertha surge de un ático, Jane descubre con horror que esta mujer hace mucho tiempo que se encuentra en el lugar, aun así Rochester la lleva al altar. Esta es the mad wife in the attic ("la loca esposa en el ático") de la que Jane nunca ha oído hablar, aunque ya ha visto a esta criatura desenfrenada (convención novelesca), trata de conocer su identidad. La bigamia a la que ella había estado sometida sin saberlo es la que determina su escape. Del mismo modo, se hace eco en sus oídos una "risa sobrenatural" (preternatural laughter), digna de cualquier novela de la señora Radcliffe. Por último, mientras se prepara para casarse con su "salvador", St John Rivers, y partir a las Indias con él, se eleva una voz que trasciende los cielos, los espacios y las montañas, la voz de Rochester a quién el amor le concede el poder de la telepatía sonora a distancia. Y Jane se embarca nuevamente en una carrera para encontrar a este hombre, ahora herido y ciego, vagando en sus dominios, que un terrible incendio ha devastado y dejado en ruinas humeantes.

#### Lord Byron

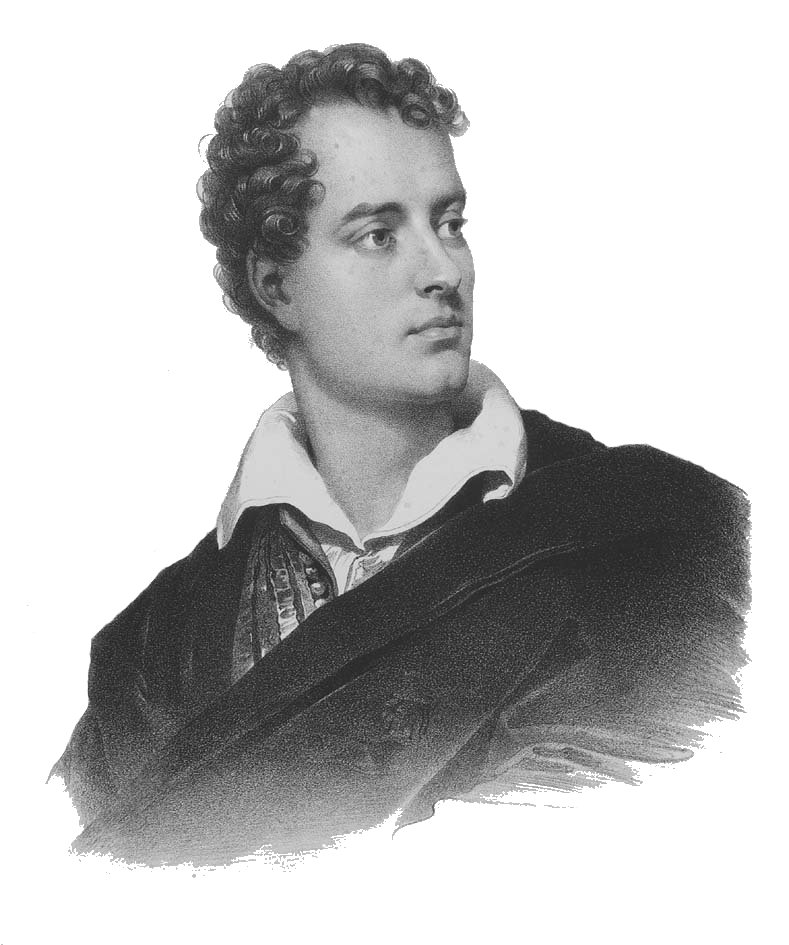
Lord Byron, fuente de inspiración para las hermanas Brontë.

Los niños Brontë se desvían demasiado rápido de la forma maniquea de estos cuentos, y terminan por preferir un giro más byroniano, donde los héroes, tienen un fuerte magnetismo sexual y un alma apasionada, demuestran arrogancia, e incluso una cierta oscuridad en el corazón. Es en la Blackwood's Magazine donde ellos descubren a Lord Byron, en agosto de 1825 con una revisión de "Last Days of Lord Byron", en tanto el poeta había muerto el año anterior. A partir de ese momento el nombre de Byron "se convirtió en sinónimo de todas las prohibiciones y de todas las audacias, como suscitó el levantamiento de las inhibiciones". Branwell y Charlotte crecen y uno de los héroes de Verdopolis, Zamorna, tiene un comportamiento cada vez más y más ambiguo, marcado un lado oscuro de un hombre que se va oscureciendo, la evolución también se encuentra en los personajes de Emily, de su novela, donde los habitantes de "Wuthering Heights" (Cumbres Borrascosas), este gran edificio siniestro que es sacudido por los vientos, demuestra una perversidad, una pobreza de espíritu, una violencia sin precedentes. Heathcliff desclavará el ataúd de Catalina para abrazar a la muerta, este gran testimonio de amor llega a lo macabro y a la morbilidad. Del mismo modo, en Jane Eyre, el oscuro señor Rochester tiene muchas características parecidas a las de un héroe byroniano.
Otros trabajos han marcado la imaginación de las hermanas Brontë, como Las mil y una noches, por ejemplo, que inspira a los "genios" (Genii) que ellos mismos han devenido en sus reinos, y aportan un toque de exotismo. El romanticismo de Walter Scott también es seductor y en 1834 Charlotte exclama: «En cuanto a la ficción, he leído a Walter Scott y él solo; todas las novelas después de él no tienen valor».

#### El pintor John Martin

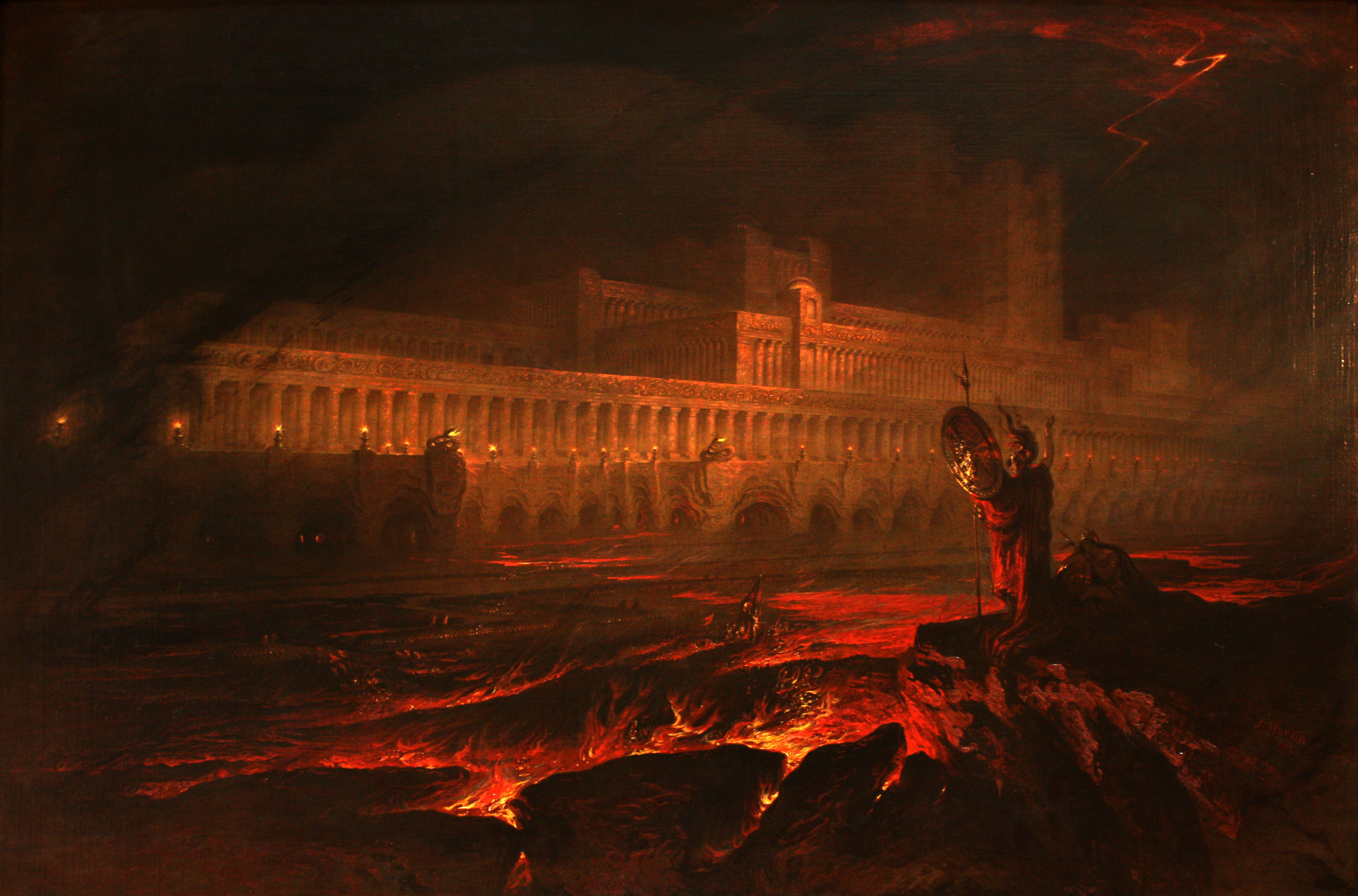
La arquitectura fantástica de John Martin: Pandemonium, inspirado de El paraíso perdido, de John Milton (en el museo de Louvre).

Otra influencia primordial, es el pintor John Martin, tres grabados a media tinta de la década de 1820 adornan las paredes de la casa parroquial: La Fiesta de Balthazar (Belshazzar's Feast), El Diluvio, y Josué ordenando al sol detenerse. Charlotte y Branwell lo copian, y su fantástica arquitectura se refleja en los monumentos de Glass Town y Angria, en donde el propio pintor es puesto en escena por Branwell.
Una de las principales obras de Sir Edward de Lisle, un personaje de la confederación, Los Cuatro Genios en el Consejo, está directamente inspirado por el ejemplo de John Martin para El paraíso perdido de John Milton.

#### El realismo y la moral de Anne

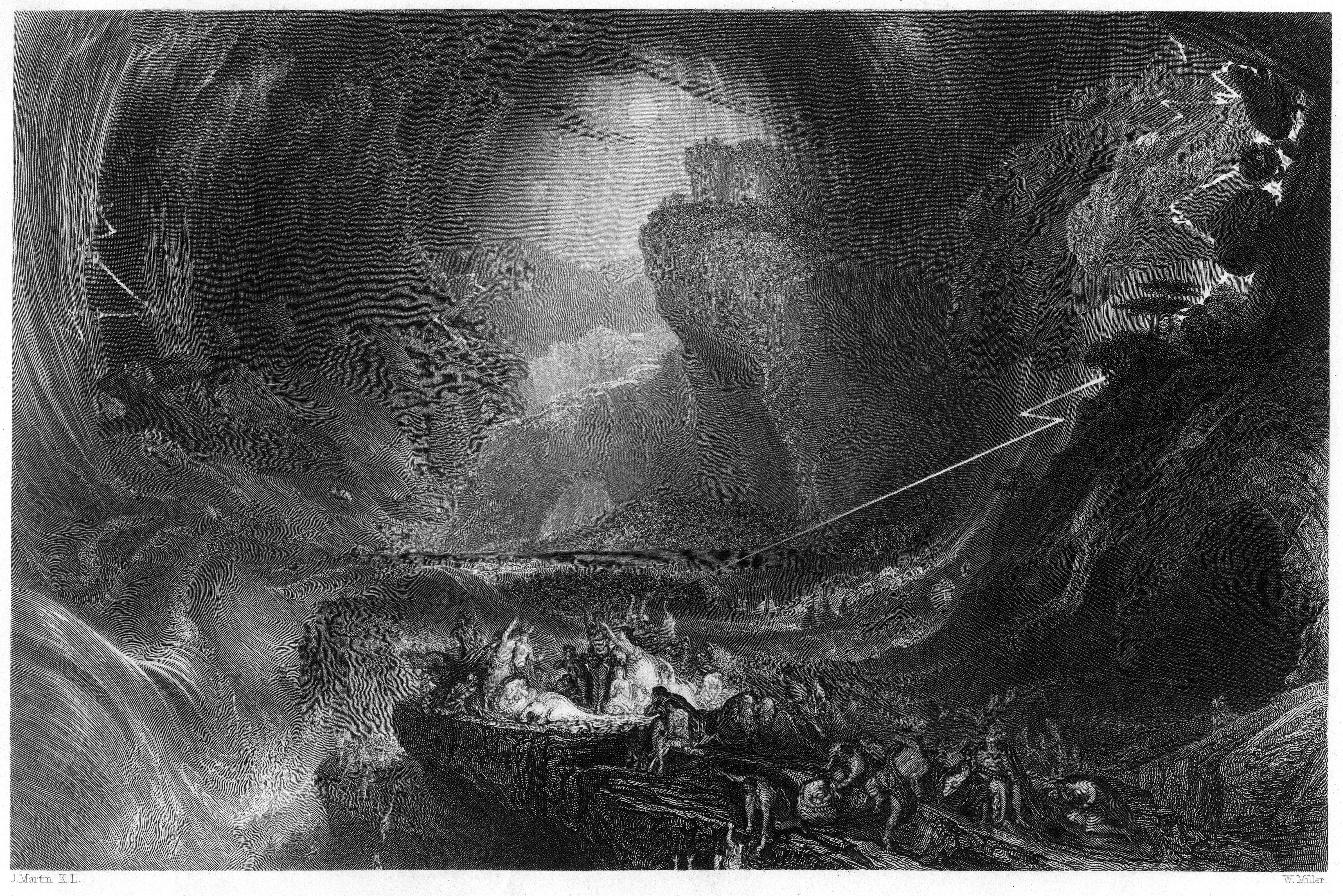
Grabado El Diluvio según John Martin.

En el caso de Anne Brontë, las influencias de Agnes Grey y La inquilina de Wildfell Hall son menos claras. Funciona en gran medida sobre la base de su experiencia como institutriz y el decomiso de Branwell, que reflejan la creencia, heredada del señor Brontë y su enseñanza de la Biblia, según la cual un libro tiene que construir una lección moral. Este sentido del deber, la obligación de atestiguar, son más evidentes en El inquilino de Wildfell Hall, que escribió tras la muerte de Branwel.
En el trabajo de Anne, sin embargo, se observa la influencia de las novelas góticas de Ann Radcliffe, Horace Walpole, Matthew "Monk" Lewis y Charles Maturin, como también de Walter Scott, no sería por las extraordinarias tribulaciones de la heroína, sola y abandonada, se torna sumisa. La diferencia es que ella se resiste, no por los dones sobrenaturales, renuncia debido a la fuerza de su temperamento.

#### Otras influencias

##### El recorrido inicial

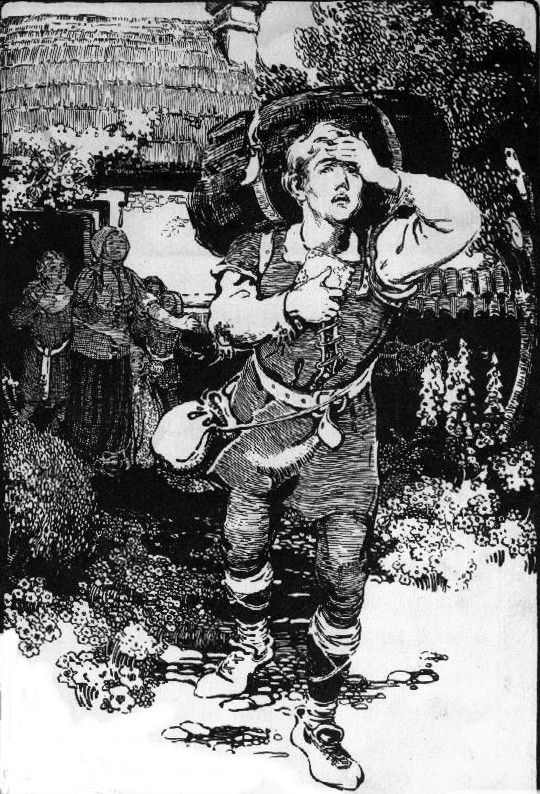
Christian, El Peregrino de John Bunyan.

Jane Eyre, Agnes Grey y La inquilina de Wildfell Hall, Shirley, Villette y mismo El Profesor presentan, independientemente la modalidad elegida de narración, una estructura lineal de un personaje principal que se encamina para encontrar en la vida después de muchas tribulaciones, una forma de felicidad ubicada entre el amor y la virtud. No es un viaje iniciático lleno de obstáculos que recuerdan a las obras de inspiración religiosa del siglo XVII, como El progreso del peregrino (Pilgrim´s Progress) de John Bunyan (1628-1688) o su Gracia abundante al primero de los pecadores (Grace abounding to the Chief of Sinners).
Tanto más profano, el protagonista sigue un viaje picaresco, al honor después de Miguel de Cervantes (1547-1616) en las letras occidentales y, en particular, en el siglo XVIII inglés, por ejemplo, de Daniel Defoe (1660-1731), Henry Fielding (1707-1764) y Tobias Smollett (1721-1771), una tradición que continuó en el siglo XIX con una corriente denominada "from rags to riches" ("de la pobreza a la riqueza") que han demostrado casi todos los novelistas victorianos. El héroe o la heroína, se encuentra inmersos en un accidente del destino en la pobreza y, después de muchas dificultades, tienen acceso a una felicidad dorada. A menudo, un artificio que permite el paso de un estado a otro, la herencia inesperada, un don maravilloso, reuniones, etc. (Véase Oliver Twist, David Copperfield, Grandes esperanzas, por nombrar a Charles Dickens), y esta corriente es efectuada por los personajes de Charlotte y Anne, incluso si la riqueza del corazón es mayor a la de la billetera.

##### Una novela en la tragedia griega
Cumbres Borrascosas es un lugar aparte. Además de los elementos góticos ya mencionados, se construye como una tragedia griega en la que "posee la música", además con la dimensión cósmica de la épica de Milton y el poder del teatro shakespiriano. Hablamos de que los ecos de El rey Lear, e incluso, aunque con caracteres muy diferentes, Romeo y Julieta, todas las referencias ocultas tras el choque de fuerzas y las pasiones que allí se desatan.

### Niñeras por necesidad

#### ¿Qué hacer?

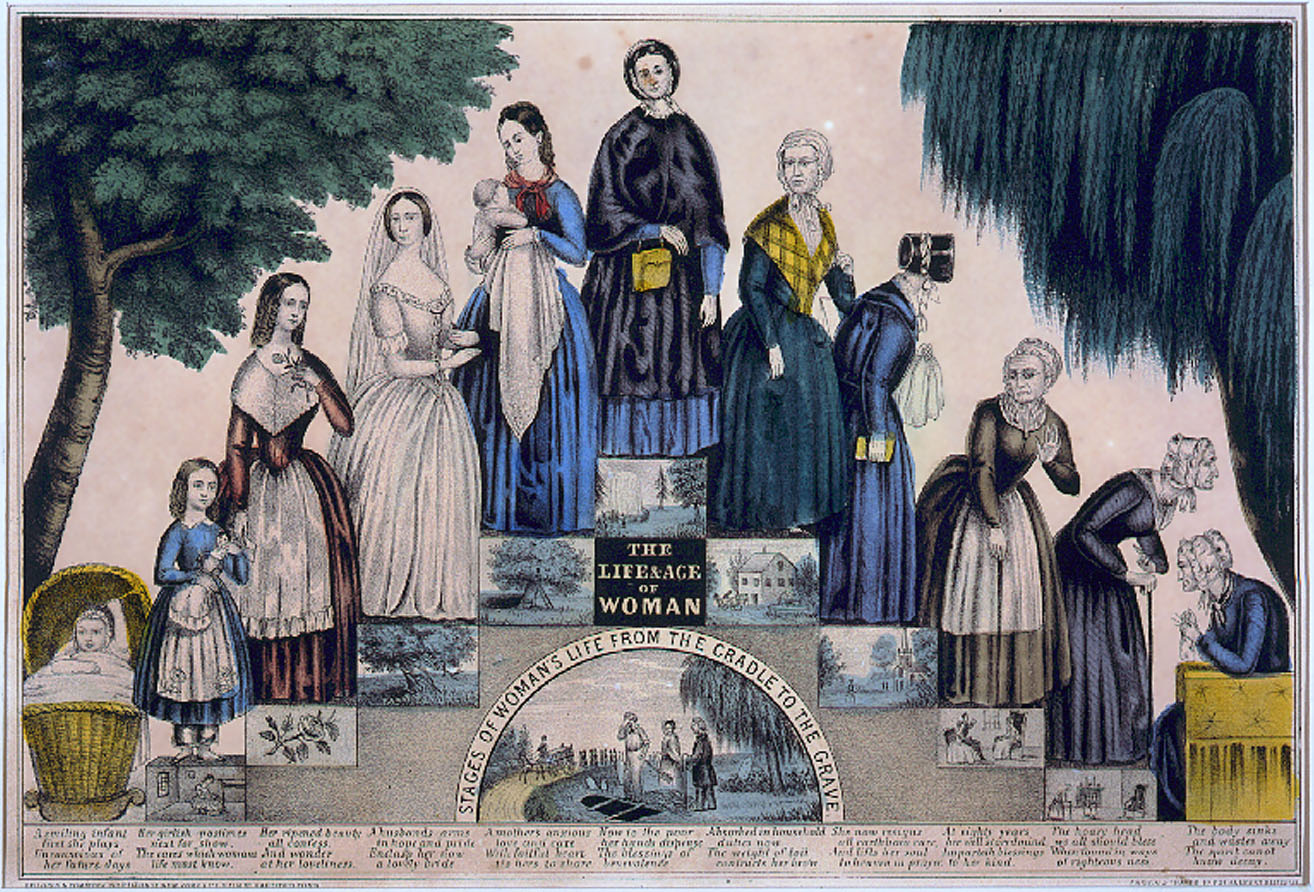
La vida de una mujer, como se imagina en el mundo anglosajón en la década de 1840.

¿Qué puede hacer una mujer que no es rica, pero que tampoco pertenece a la clase que de los llamados trabajadores, dedicados a trabajos agrícolas, y que es demasiado casera? Este es el problema de las hermanas Brontë que, fuera del círculo cerrado de unas pocas familias amigas, tienen poco contacto con la población. Ellas están entre las personas que tienen conocimientos, pero el señor Brontë tiene unos honorarios modestos que no se verán incrementados. Las únicas soluciones posibles son un matrimonio honesto con un buen partido, cosa  ellas no están buscando, y dos ocupaciones: maestras de escuelas o como governess (preceptoras). Tras el fracaso de su escuela, todas se ven obligadas a poner orden educando a los niños pequeños que a menudo son rebeldes o unirse a los establecimientos escolares. Está también la posibilidad de convertirse en una "dama de compañía" de alguna mujer rica y sola: se trata de una medida provisional para las jóvenes, que frecuentemente se convierten en esclavas de su ama, problema planteado por Janet Todd sobre Mary Wollstonecraft. Pero ninguna de las hermanas Brontë parece haber considerado esa opción.

#### Los oficios de Charlotte y Anne

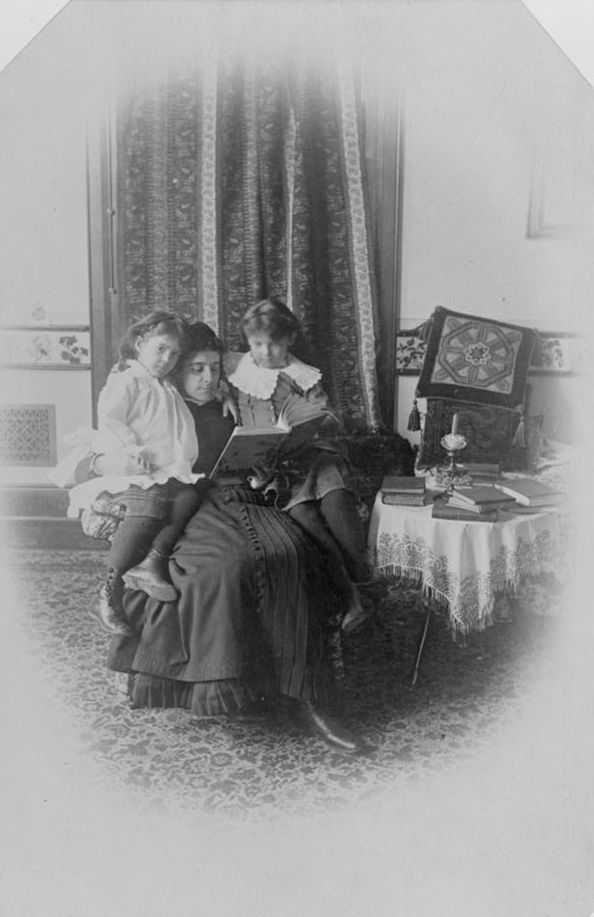
Institutriz en una rica familia anglosajona en la segunda mitad del.

Solo Emily nunca intentará ser preceptora y su intento de enseñar en una escuela, la de la señorita Patchett en Law Hill, cerca de Halifax, donde se exiliará durante seis meses, será su única experiencia como profesional. Charlotte, sin embargo, tiene varias cargos como profesora en la escuela de Miss Wooler en Bruselas y en Heger. También se convierte en institutriz de Sidgwick, en Stonegappe, Lotherdale, donde trabaja durante unos meses en 1839, y luego a la señora White, en Upperhouse Casa, Rawdon, de marzo a diciembre de 1841. La misma Anne es la institutriz de la señora Ingham, en Blake Hall, Mirfield, de abril a diciembre de 1839, y a continuación, de la señora Robinson., en Thorp Green Hall, Little Ouseburn, cerca de York. Allí ella contra a su hermano para tratar de estabilizarla, pero su estadía se convierta en un desastre (ver: "Branwell Brontë", Un amor imposible)

### Charlotte: Proyecto de una escuela para jovencitas

#### La necesidad obliga

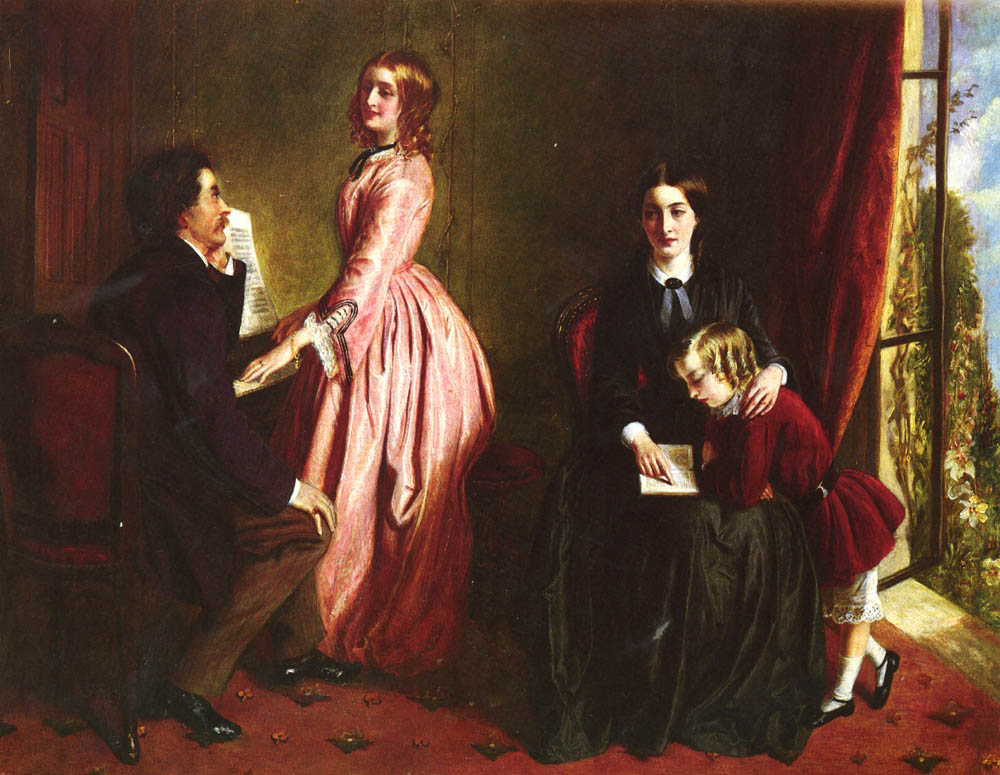
La Institutriz, por Rebecca Solomon, 1854.

Charlotte tiene una idea por la cual pone todo de su parte. Con buena razón, según su entorno, piensa que ella y sus hermanas tienen toda la capacidad intelectual para fundar una escuela de jóvenes niñas, la casa parroquial serviría de alojamiento para la "Sunday School" ("escuela de domingos"), el salón de clases. Dado que los estudiantes tienen que practicar lenguas extranjeras, la salida al extranjero han sido previstas, Bruselas (donde Mary vivió) es preferida a París y Lille, que son rechazadas por la antipatía hacia los franceses, quienes son responsables de la Revolución y las guerras napoleónicas. Por recomendación de un pastor del episcopado de Bruselas, el señor Jenkins, los huéspedes son recibidos en varias oportunidades, Bélgica es seleccionada para estudiar francés, alemán y música. Charlotte muestra el proyecto a la Tía Branwell, que tiene una pequeña fortuna en su patrimonio, y se compromete a ayudarla.

#### Viaje a Bruselas de Charlotte y Emily

##### Un profesor de élite

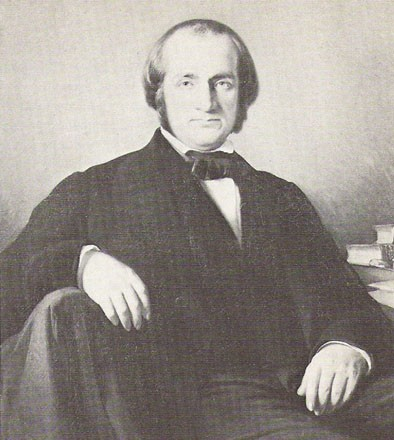
Retrato de Constantin Heger (1865), el amor secreto de Charlotte Brontë, durante su estancia en Bruselas en 1842 y 1843.

Emily y Charlotte, acompañadas por su padre, fueron a Bruselas en febrero de 1842. Emily estaba convencida en tanto que Charlotte era determinante. Ellas se inscriben en la escuela de Monsieur y Madame Heger, en la calle de Isabelle, durante seis meses. La señora Claire Heger es la segunda esposa de Constantin Héger, y fue ella la que había abierto el internado, donde ella misma asume la dirección y su esposo da las clases superiores de francés. De acuerdo con uno de sus antiguos alumnos, diría sobre Miss Wheelwright, "su inteligencia se debe a su talento". Él apasiona a su auditorio, exigiendo muchas lecturas, y las pone en perspectiva, y de éstas realiza un análisis estructurado, de las cuales obtenemos constancia de sus comentarios en los márgenes de las disertaciones de Charlotte y Emily, escritas en el verano de 1842. Es un hombre apuesto, de rasgos regulares, con abundante pelo y patillas muy negras, con una mirada ardiente cuando discurre sobre los grandes escritores, y que invita a sus estudiantes a hacer pastiches de temas generales o filosóficos.
Sus clases son muy apreciadas por Charlotte, y las dos hermanas demuestran ser muy buenas estudiantes, aunque a Emily no le gusta mucho y parece rebelarse con frecuencia. Ella aprende alemán y con su esfuerzo logra brillar en el piano. Al final de los seis meses, la señora Heger les ofrece quedarse gratis a cambio de dictar ciertos cursos. Después de muchas dudas, aceptan, no sin antes informar en su casa parroquial y haber obtenido el consentimiento de su padre y de su tía: Charlotte enseña inglés, Emily enseña música. Ni una ni otra pueden sentirse próximas a sus estudiantes. Emily en particular, donde denota su carácter completo y emplea una ruda pedagogía. Solo una de sus alumnas, la señorita De Bassompierre, que entonces tenía dieciséis años, expresa tardíamente su apego a su profesora, con sentimiento recíproco, ya que Emily le regala, con su firma, el dibujo de un pino en la tormenta, que ha detallado minuciosamente.

##### El retorno, Charlotte regresa posteriormente

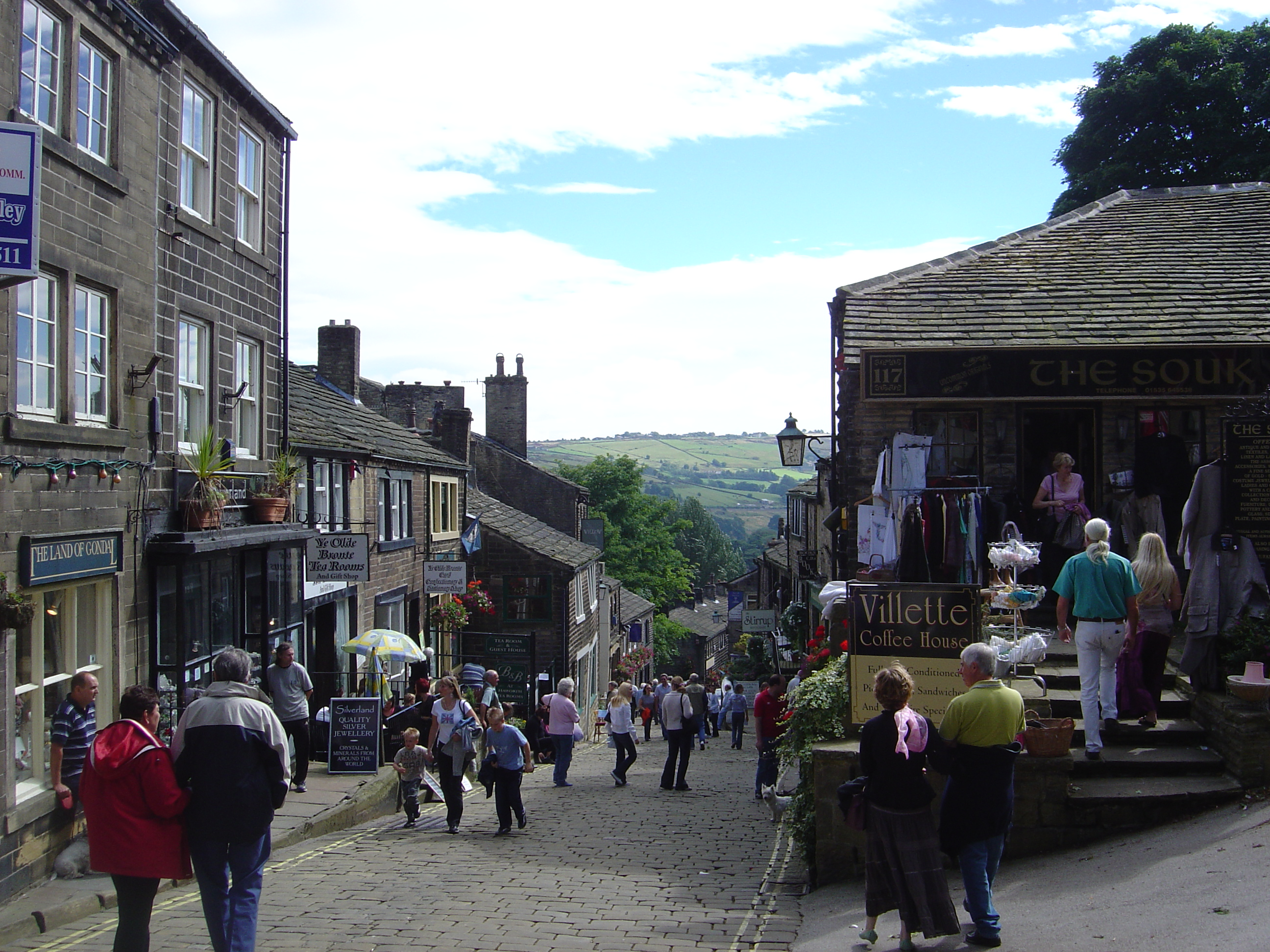
Haworth en la actualidad, la calle principal. Queda en la imaginación de los Brontë: Villette, La tierra de Gondal, etc.

La muerte de su tía, en octubre de ese año, la obliga a regresar a Haworth. La tía Branwell dejó todas sus posesiones, que también fueron compartidas por sus sobrinas y una prima de Penzance, Eliza Kingston, que anula la deuda y ofrece un pequeño estipendio. Madame Heger les renueva los cargos en la escuela, pero solo Charlotte retorna, en enero de 1843, Emily se niega porque ella prefiere asumir la responsabilidad de las tareas domésticas. El señor Heger tiene una excelente opinión de ella y tenía la esperanza de reclutarla como titular, declarando más adelante que ella "tenía un espíritu de hombre, podría haber sido un gran navegante, [estaba] dotada de una facultad razonamiento superior que permitía deducir un conocimiento antiguo de las nuevas esferas del saber, [que] su voluntad inflexible había triunfado sobre todos los obstáculos, pudiendo superar todas las oposiciones".

##### Charlotte vuelve a casa
Un año después con diferencia de días, enamorada por algún tiempo y sin tener ningún tipo de reciprocidad por parte de su profesor, Charlotte debe renunciar y volver a Haworth. Su vida en Bruselas fue atormentada: Madame Heger no ve su relación con buenos ojos, ella se aventura en la Catedral de Santa Gudula y, después de muchas vacilaciones, cruza el umbral de un confesionario. La tentación de convertirse al catolicismo, la religión de su maestro, aflora, pero no va más allá.
La vida en Haworth es aún más difícil que antes de su partida, el señor Brontë pierde la vista. Sin embargo, su catarata es operada con éxito en Mánchester, y es en esta ciudad, en agosto de 1846, mientras que él duerme en su cama, que Charlotte comenzó a escribir Jane Eyre. Patrick Branwell se hunde en un rápido descenso de dramas intercalados, embriaguez, estupor patológico, el incendio de su cama, delirios, que en parte, son productos de su mala reputación, por ello el proyecto de la escuela debe ser abandonado.
Charlotte escribió cuatro largas cartas, muy personales y ambiguas al señor Heger, que no tienen respuesta. Él las rompe y las tira a la basura, pero son recuperadas por su esposa, quien las guarda en su joyero. Cuando Elizabeth Gaskell prepara su biografía sobre Charlotte, ella va a Bruselas y el señor Heger le muestra algunas, sin el menor comentario. En 1913, el hijo y la hija de Heger, después del fallecimiento de sus padres, las donan al Museo Británico. Más tarde fueron publicadas en The Times.

## Los años de madurez: carreras literarias

### Primera publicación: poemas "deCurrer,EllisyActon Bell"

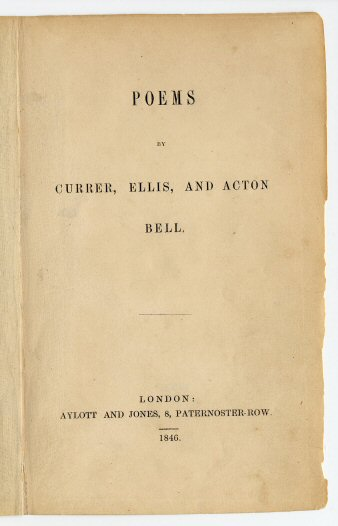
La publicación en 1846 de los poemas de las hermanas Brontë bajo sus seudónimos de Currer (Charlotte), Ellis (Emily) y Acton Bell (Anne).

#### El consejo del laureado poeta
Charlotte, que tiene la ambición como su hermano (pero está lejos de sus proyectos), de escribir como "Poeta laureado" (un poeta oficial), por ello le presenta algunos de sus poemas a Robert Southey. La respuesta no llega y, finalmente cuando vuelve a la casa parroquial, esto no le ha servido de nada. Robert Southey, una figura destacada del romanticismo, como se ilustra en su tiempo, aunque su fama se desvanecería un poco después, igual que William Wordsworth y Samuel Taylor Coleridge, compartía los prejuicios de la época sobre el lugar que debían ocupar las mujeres. Él responde, en efecto: "La literatura no tiene razón de ser en la vida de una mujer, y ella no puede conocer su ser. Cuanto más (una mujer) se consagra a los deberes que le incumben, tendrá menos libertad de práctica, incluso teniendo talento o haciéndolo como una diversión. "

#### Culpa feliz
Sin embargo, Charlotte no se desanimó, y la oportunidad viene en su ayuda. Un día en el otoño de 1845, estando sola en el comedor, se da cuenta de que un libro permaneció allí al abrir el cajón del escritorio portátil de Emily y "con la escritura de mi hermana Emily". Y ella lee, deslumbrada, lo que su hermana escribió, con la profundidad y la belleza de los poemas que ella no conocía. Este descubrimiento lo describió, cinco años después, en un cuento corto que, según Juliet Barker, borrando la emoción que experimentó, como "más que una sorpresa [...], una profunda convicción de que había algunas efusiones extraordinarias, una poesía muy diferente de la que habitualmente las mujeres escribían. He encontrado estos poemas condensados, recogida, vigoroso y genuino. Para mi oído, su canto era algo singular - salvaje, melancólico y llevándola a la elevación-". En el párrafo siguiente, Charlotte relata la reacción de indignación tan exclusiva de su hermana, en cuyo territorio "nadie podía aventurarse impunemente". Le llevó "horas para apaciguarla y días para convencerla".

#### Tres "Bell" en masculino

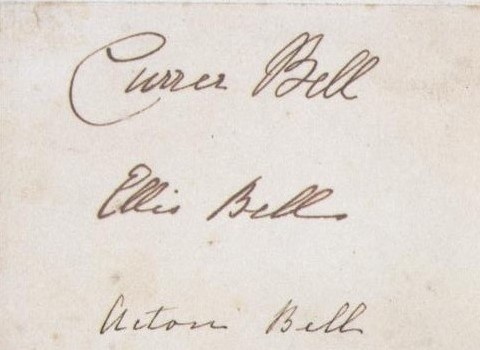
La única muestra de las firmas individuales de "Currer, Ellis y Acton Bell", los alias de las hermanas Brontë.

De lo que Emily debía estar convencida, es que sus poemas merecían publicarse. Charlotte consideraba la posibilidad de una publicación conjunta de las tres. Anne va a ganar fácilmente en el proyecto, tan pronto como se copie.
Una vez seleccionados los manuscritos, veintiuno de ellos pertenecen a Anne, en cuanto a Emily tendría diecinueve y Charlotte va en busca de un editor; ella toma el consejo de William y Robert Chambers de Edimburgo, responsables de una de sus revistas favoritas, el "Chambers's Edinburgh Journal", quienes le recomiendan (esto se considera admitido, pero sin prueba documental) a, Aylott & Jones, una pequeña editorial, de Paternoster Row 8, Londres. Estos aceptan, pero bajo riesgo del autor ya que, su riesgo comercial parece ser alto. El libro se publica en 1846 bajo seudónimos masculinos. Charlotte es Currer, Emily es Ellis y Anne es Acton, nombres inusuales pero que contienen las iniciales de cada una. El apellido elegido después de varios intentos será Bell, probablemente inspirado por el vicario Arthur Bell Nicholls, en funciones desde el 18 de mayo de 1845, mientras que avanzaba el proyecto de publicación.

#### Acogida muy limitada
El libro atrajo poca atención, solo se venden tres ejemplares, uno de ellos a un habitante de Cornmarket, en Warwick, llamado Fredrick Enoc, que con admiración le escribió al autor para pedirle un autógrafo. Este autógrafo es el único documento que incluye los nombres de las tres autoras junto con sus seudónimos, uno debajo del otro. Posteriormente regresan a la prosa, cada una produciendo una novela el año siguiente. Las chicas todavía trabajaban en secreto. Su padre se entera de Jane Eyre, después de su publicación y les dijo sin rodeos a sus hijas: "Charlotte's published a book and it's better than likely!"("Charlotte ha publicado un libro y es mejor de lo que podría haber pensando!"). Ellas hablan sin cesar de sus escritos, abrazadas, alrededor de la mesa del comedor, después que el señor Brontë abre sus puertas a las 21 en punto, lanza un rápido comentario "Don't stay up late, Girls!" ("¡No se acuesten tarde, chicas!"), a continuación giran el reloj hacia atrás y después van a sus habitaciones.

### 1847, el año suntuoso

#### Publicaciones

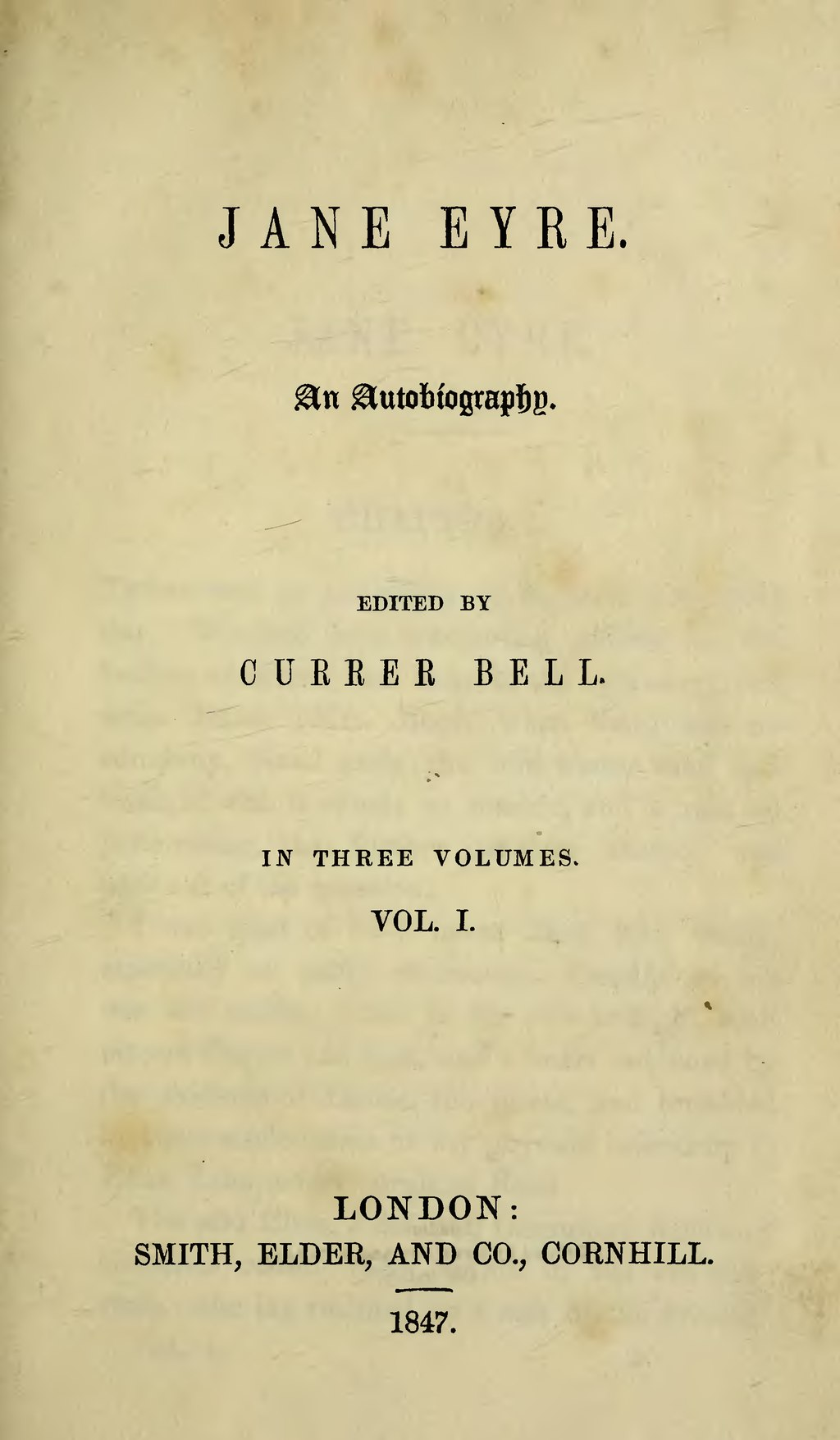
Jane Eyre, página principal donde se ve la "edición por Currer Bell".

Jane Eyre, de Charlotte, Cumbres Borrascosas (Wuthering Heights) de Emily y, Agnes Grey de Anne, aparecieron en 1847, bajo sus seudónimos utilizando el apellido Bell. El manuscrito de Charlotte tiene muchas dificultades para encontrar un editor. A menudo debe regresar a la casa parroquial, donde recibe una nueva dirección, y luego otra, y así hasta una docena en total en un año. Por último, es aceptada por Smith, Elder & Co., de Londres, propiedad de George Smith (él tiene 23 años y su casa se ha especializado en revistas científicas), asistidas por su lector William Smith Williams (el señor Williams para Charlotte), que siempre le fue fiel. Las obras de Emily y Anne se encomiendan a Thomas Cautley Newby, a cuenta de las autoras, de componer un three-decker ("una novela de tres pisos"), para hacer la venta más rentable, sobre todo en las circulating libraries (bibliotecas de préstamos), incluyendo las dos primeras que comprenden Cumbres Borrascosas, y la tercera Agnes Grey.
Las novelas obtienen una gran atención. En la obra de Emily, Cumbres Borrascosas, le critican la originalidad fundamental del tema y del relato, también se indignan por la violencia y la aparente inmoralidad, indicando que seguramente la escribió un hombre sin fe ni ley, La reacción del público es bastante neutral respecto de Agnes Grey, pero más halagadora, aunque algunos lo critican como un libro "totalmente desagradable" (thoroughly unpleasant), "un ataque a la moral y a las buenas costumbres" emanado de "un depravado". Por su parte Jane Eyre pronto conocería un gran éxito.

#### Fin del anonimato
Jane Eyre, de Charlotte, establece una reputación como reguero de pólvora. En julio de 1848, ella se decide a romper el anonimato. Anne y ella (Emily se rehúsa a seguirlas) van a Londres en tren para probar en Smith, Elder & Co. donde cada hermana será un escritor independiente, Thomas Cautley Newby, el editor de Cumbres Borrascosas y Agnes Grey que ha difundido el rumor de que las tres novelas fueron el trabajo de la misma persona, entendiendo por este a Ellis Bell (Emily). George Smith fue extremadamente sorprendido al encontrarse frente a dos mujeres jóvenes que dejan, los pésimos vestidos provinciales prestados, siendo paralizado por el miedo, que, para identificarse, dirige sus cartas a los Messrs. Acton, Currer y Ellis Bell, se recupera de su sorpresa, y al momento este las recibe con su madre, con todas las consideraciones debidas a su talento, incluso las invita a la ópera en el Covent Garden para la representación de El barbero de Sevilla de Rossini.

### Charlotte, años de fama

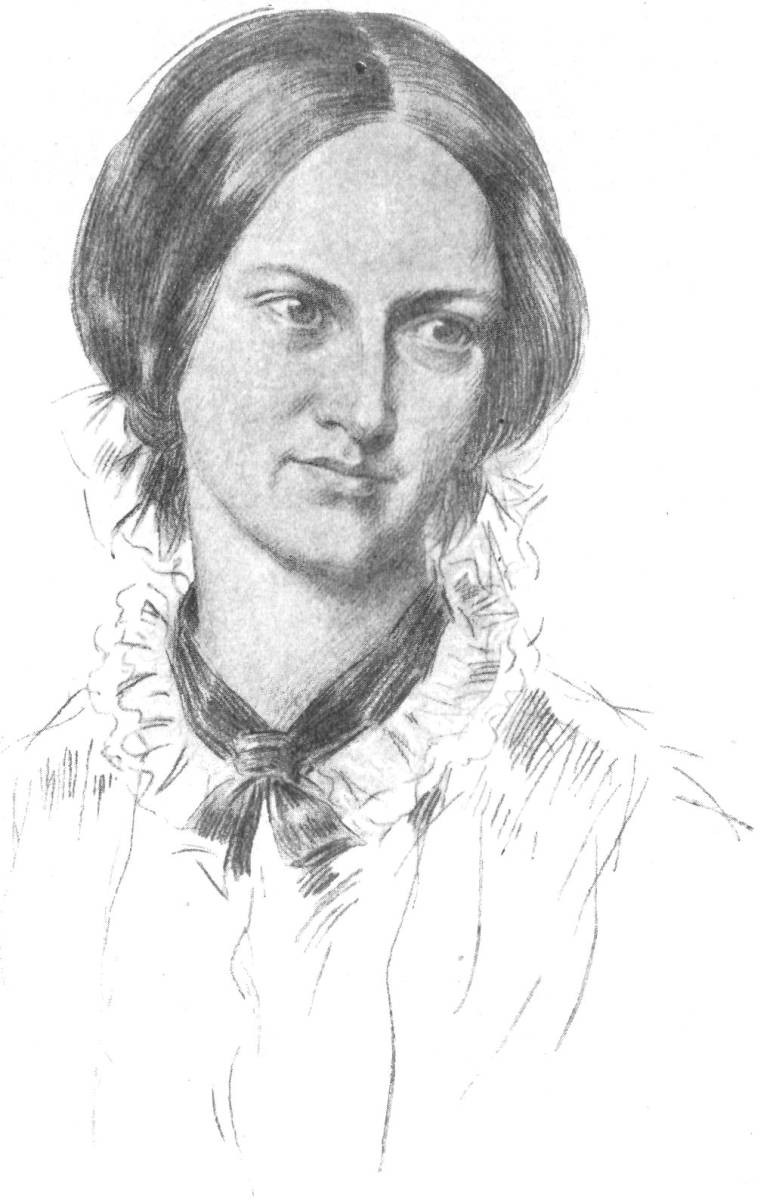
Dibujo de Charlotte Brontë, probablemente realizado por George Richmond (1850).

Tras el éxito de Jane Eyre, obra de Charlotte, ella, presionada por George Smith, viaja con él, a Londres especialmente, pero también a Edimburgo. A pesar de su timidez extrema que la limita a monosílabos, Charlotte es festejada y se encuentra con los grandes escritores: Harriet Martineau, que más delante la recibe en su propiedad The Knoll, Ambleside, en el Lake District, donde se codea con William Wordsworth, y también con George Henry Lewes, el compañero de George Eliot, a quien le llama la atención por un desafortunado comentario sobre Jane Eyre, o su encuentro con Charles Dickens, al que le pone poca atención ya que a ella no le gusta. Su fama también le valió la amistad de Elizabeth Gaskell, con quien realizó varios viajes a Mánchester y permaneció en la casa parroquial.

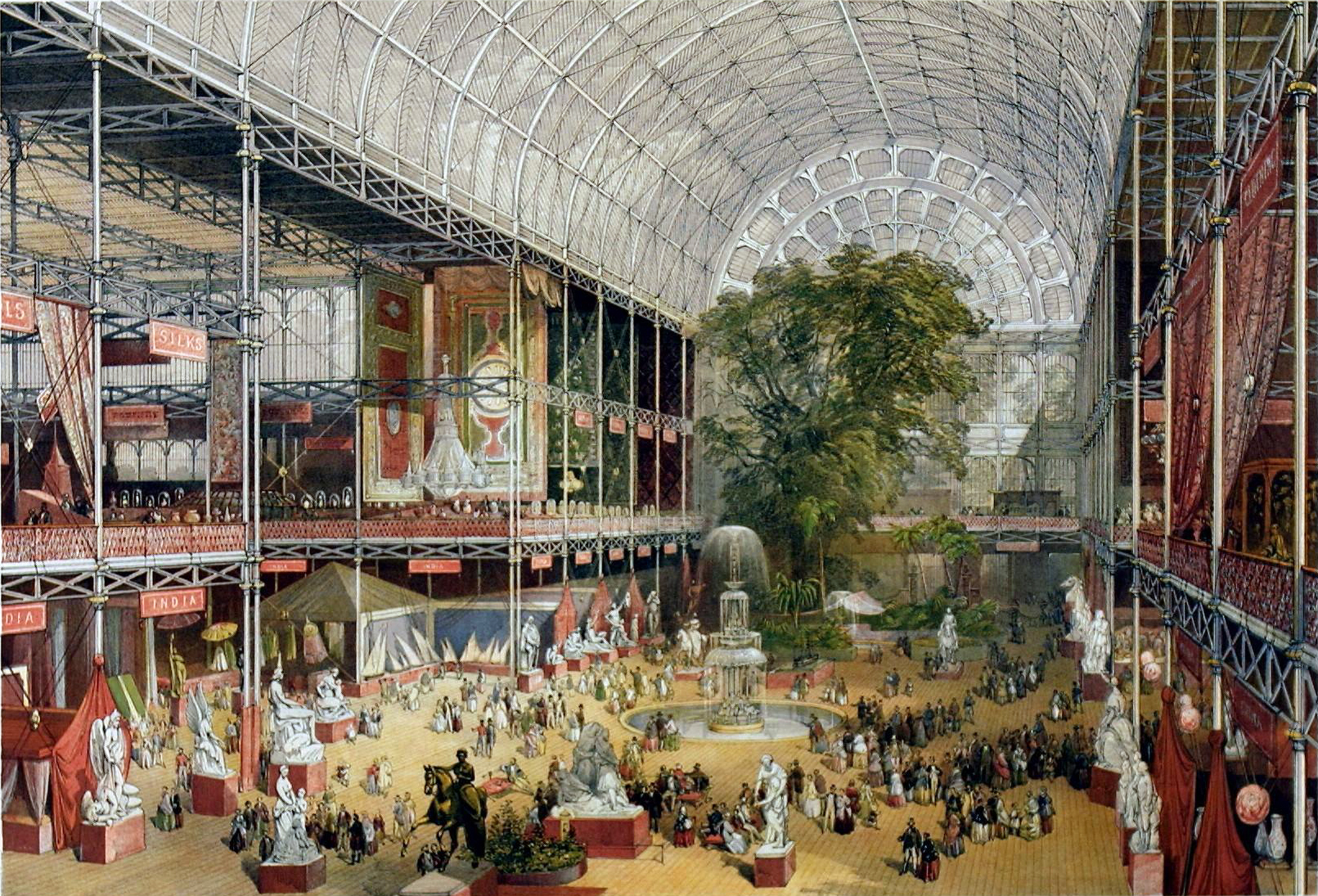
El interior The Crystal Palace en la exposición universal de 1851 en Londres.

Charlotte admira a William Thackeray, cuyo retrato de Samuel Laurence (en realidad, una reproducción de F. Holl, un regalo de George Smith), adorna la sala de comedor y las conferencias a las que se dirigió varias veces. En una presentación a su propia madre, Thackeray, anunció después de una pequeña puesta en escena y con gran fanfarria, la entrada a Charlotte con el nombre de "Jane Eyre". Furiosa y avergonzada, ella lo lleva aparte para darle un sermón, y le señala que ni su dignidad como mujer, ni su cualidad de autora no le permiten tal combinación. Thackeray es un hombre alto y Charlotte una pequeña mujer de 4 pies y 9 pulgadas (1,45 m), según el carpintero que realizó su ataúd. Se dice que sus figuras se movían detrás del vidrio, y que Charlotte, tenía la cabeza echada hacia atrás, como un pájaro en cólera.
En 1850, el pintor George Richmond, en Londres, realizó su retrato, que también cuelga en el comedor, según cuenta Ellen Nussey con trazos suaves, con la nariz corta y la mandíbula redondeada.
En 1851, Charlotte visitó la exposición universal (The Great Exhibition) en el Crystal Palace, un inmenso palacio vidrio. Ella publicó Shirley en 1849 y Villette en 1853.

### Su casamiento y su deceso

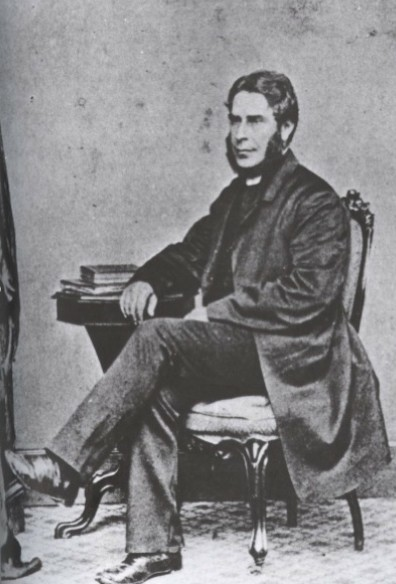
Retrato de Arthur Bell Nicholls, en la época de su matrimonio con Charlotte Brontë, en 1854.

Fotografía que se presume de Charlotte Brontë en 1854, el año de su matrimonio.

Las hermanas acostumbran burlarse de los vicarios que conocen. El reverendo Arthur Bell Nicholls (1818-1906) hacía siete años y medio que era vicario en Haworth cuando, contra todo pronóstico, el 13 de diciembre de 1853, le propone matrimonio a Charlotte. Esta última, aunque impresionada por su dignidad y su voz sonora, lo encuentra rígido y convencional, más bien de mente estrecha "como todos los otros vicarios", escribe a Ellen Nussey 184, y declina su ofrecimiento. Comienza así un período turbulento de varios meses, durante los cuales Nicholls, perseguido por la cólera del señor Brontë, abandona sus funciones 185. Sin embargo, sus sentimientos poco a poco cambian y el padre convencido, Charlotte termina casándose el 29 de junio de 1854. Con el pretexto de estar fatigado, el señor Brontë no asiste a la ceremonia en su propia iglesia, y es la señorita Wooler la que conduce a Charlotte al altar 186.
Al retorno de su luna de miel en Irlanda, donde ella es presentada a la familia de su esposo, su vida cambia completamente. Casi a tiempo completo cumple con sus deberes de esposa. Le escribe a sus amigas que el señor Nicholls es bueno y atento. Sin embargo, le horroriza su nueva condición, y le confía a Ellen Nussey en una carta fechada del 19 de junio de 1854: "[...] Realmente, realmente, Nell, es algo solemne, extraño y peligroso para una mujer el convertirse en una esposa "187.
Murió al año siguiente, en 1855, a los 39 años, casi la misma edad que su madre188, oficialmente de tuberculosis; aunque avanzaron también la hipótesis de la tifoidea o una complicación del embarazo tardío189.
A petición del señor Brontë, Elizabeth Gaskell escribió la primera biografía de Charlotte (1857), ayudando a crear el mito de una familia de genio maldito, de una soledad dolorosa y romántica, testimonio hoy en día puesto en cuestión. Sin embargo, la señora Gaskell conocía muy bien a la familia, varias veces había estado en Haworth, acogió a Charlotte en su casa en Plymouth Grove, Mánchester, y se convirtió en su amiga.

### La obra de Charlotte

#### Novelas
- Jane Eyre: Una autobiografía (Jane Eyre: An Autobiography) (1847)[184] Jane Eyre es una novela compleja que trata sobre una historia de amor tormentosa, pero también expone los mitos profundos de la humanidad que se encuentra en John Bunyan (El progreso del peregrino, que cae y encuentra la luz), de John Milton (El paraíso perdido) y la Biblia (Ver: Influencias). Por ejemplo, la novela tiene una estructura de fondo basada sobre el exilio y retorno,[185] mito princeps del cristianismo (la vida, la muerte y la resurrección). Desde una perspectiva psicológica y sociológica, Jane Eyre presenta una heroína que, después de haber sido dominada por un cuarteto masculino, John Reed, el señor Brocklehurst, el señor Rochester y finalmente St. John Rivers, decidió tomar su destino en sus manos y obedecer solo a sus propias decisiones. Como tal, presenta un tipo de mujer que no se ajusta a la época victoriana. Como escribió Ian Emberson, "Those who consider Jane Eyre as primarily a feminist novel have much to support them" ("Aquellos que consideran a Jane Eyre principalmente como una novela feminista, tienen un montón de pruebas para apoyar su argumento").[186]
- Shirley[187] (1849) se encuentra en algunos aspectos, una novela, sobre la "condition of England", al estilo de Elizabeth Gaskell. Emily habría servido como modelo para la heroína, Shirley Keeldar. Charlotte Brontë escribió a la señora Gaskell que Shirley representa lo que Emily pudiese haberse convertido si hubiera estado en condiciones de "buena salud y prosperidad". De hecho, aparte de la relación que el personaje tiene con su perro Tartar, su carácter enérgico y completo, su valor físico, su apodo de "Capitán", el personaje no dice gran cosa acerca de su supuesto modelo.[188] Además, Ellen Nussey sería representada en el personaje de Caroline Helstone. Este es un cuadro de costumbres, que representa el mundo de la fabricación en una crisis social (inspirado por la revuelta de los luditas de 1812), pero donde los vicarios (curates) anglicanos, son retratados con ironía y humor, jugando así con el rol.[189]
- Villette[190] (1843) deriva de la experiencia profesional y platónicamente amorosa de Bruselas, que explota en El Profesor. Se trata de una obra que toca la condición femenina, las opciones disponibles, y los oficios disponibles. A esta descripción se le añade el conflicto entre el protestantismo de la heroína, Lucy Snowe, y el mundo católico de la Bélgica que la rodea. El amor que siente Lucy nace y crece para un profesor católico, Paul Emmanuel, teniendo la esperanza de un final feliz. El libro, sin embargo, termina con una crisis de su incertidumbre, ya que el lector es libre de decidir si el Paul Emmanuel, partió hacia las Antillas, vuelve para casarse con la heroína o se ahoga en el hundimiento del su barco.[191]
- El Profesor[192] (The Professor) (1857) publicado por Smith, Elder & Co., a título póstumo, a la iniciativa de un corto epílogo de Arthur Nicholls Bell, es la primera novela de Charlotte, que ningún editor había aceptado en 1847. Este es el menos exitoso, y se ve distorsionado por la perspectiva elegida, una autobiografía sobre la base de la experiencia masculina de Bruselas. Cuando Charlotte la escribió, no poseía los medios literarios y psicológicos para adoptar una visión de un hombre que pareciese creíble.[193]

#### Fragmentos incompletos
Se trata de borradores sin editar, lo que, a excepción de Emma (véase más adelante), fueron publicados recientemente:
- Asford escrito entre 1840 y 1841, donde algunos personajes de Angria se trasladan a Yorkshire y se incorporan en una acción realista;
- Willie Ellin realizado después de Shirley y Villette, y que le lleva a Charlotte relativamente poco trabajo, a partir de mayo hasta finales de junio de 1853, es una historia en tres partes que se encuentra poco vinculada entre sí y cuya acción es, en esta etapa, muy oscura;
- Los Moore (The Moore), borrador de dos capítulos cortos que tiene como personajes a dos hermanos, Robert Moore, el dominante, y John Henry Moore, un maníaco intelectual;
- Emma publicado en 1840, con una introducción de William Thackeray en la que se interroga a la autora sobre el texto, que Charlotte parece haber comenzado después de que el señor Nicholls pidió su mano, y continuó hasta tanto ella tuvo la fuerza. Este es un fragmento, sin duda, habría dado lugar a una novela de gran escala igual a las que ya tenía como precedente;[194]
- El enano verde (The Green Dwarf) publicado en 2003, es probablemente una historia inspirada en The Black Dwarf (El Duende Negro) de Walter Scott, quien amaba las obras de Charlotte, con una trama en la que la imaginación y la energía creativa, a veces superan a las de las novelas que concluyó. Lady Emily Charlesworth está enamorada de Leslie, un simple artista; Lord Percy, un aristócrata fiero y arrogante, se esfuerza por conquistarla. Estalla la guerra entre Verdopolis (capital de la confederación de Glass Town) y Senegal, y los amantes se traban en una lucha por Lady Emily. La política, el subterfugio de amor, los paisajes góticos, la brevedad de la novela son las garantías de su movimiento que no conoce ni la digresión, ni la relajación.[195]

### Branwell Brontë

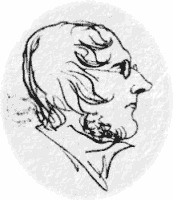
Autorretrato de Branwell Brontë.

#### Un joven prometedor
Patrick Branwell Brontë (1817-1848), es considerado por su padre y sus hermanas como un genio. Él es capaz de escribir dos cartas diferentes a la vez, una con la mano derecha y la otra con la mano izquierda, posee un talento que se muestra a menudo en la posada del pueblo, The Black Bull, donde es conocido por entretener a los visitantes y donde los beneficios son los grandes vasos llenos que no se rechazan. Muchacho inteligente y talentoso, siempre interesado en la mecánica, la música, la historia, las lenguas de la antigüedad y la literatura en particular, a menudo actúa como la fuerza impulsora en la construcción de los reinos imaginarios. También cuenta con una buena pincelada para la que, animado por su padre, él tendrá cierta inclinación.

#### Su debilidad de carácter

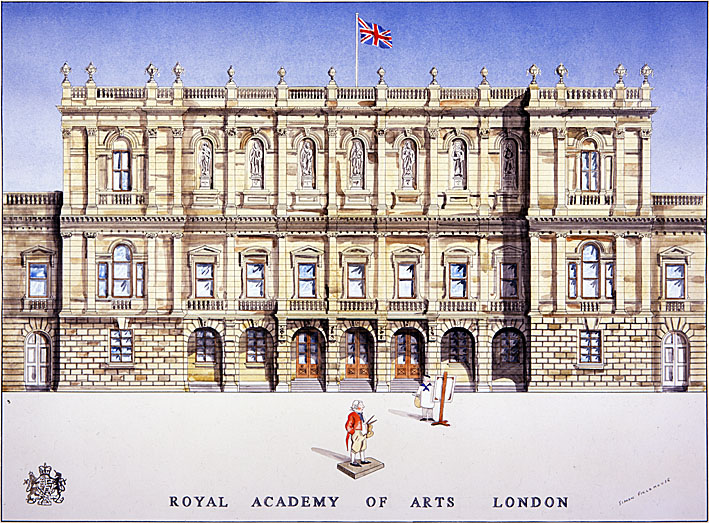
Fachada de la Royal Academy of Arts donde Branwell debió asistir a clases de pintura, pero asistió a las tabernas.

En un intento por hacerse un nombre como pintor, profesión lucrativa si se tienen pedidos de clientes ricos, se trasladó a Londres para estudiar en la Royal Academy of Arts a la que no asistió, prefiriendo dilapidar los pocos días que le quedaban con la cantidad de dinero dada por su padre. A continuación, trata de asegurarse de pequeñas responsabilidades en la Compañía de Ferrocarriles que tenía la explotación de la nueva línea de Leeds-Manchester, pero termina siendo excluido por falta de estabilidad contable. Al poco tiempo, se hunde en el alcohol y el láudano, incapaz de recuperar su equilibrio. Emily menudo se dirigirá a The Black Bull, que se encuentra justo debajo de la casa parroquial y la escuela dominical, y lo traerá de vuelta, borracho, hasta su cama.

#### Un amor imposible
Anne, a continuación, será la institutriz de los Robinson en Thorp Green Hall, cerca de York, fue contratada en enero de 1843 como tutora del joven Edmund. Ella dejó el cargo en junio y un mes más tarde, Branwell es enviado allí chocando con el señor Robinson, quien lo acusó de tener una aventura con su esposa, y promete destrozarlo. Esta unión es atestiguada por todos los biógrafos, con la excepción de la señora Gaskell. La investigación posterior ha especulado que Branwell era el padre de un hijo ilegítimo. Branwell se habría sentido un amor sincero por la mujer casada, perteneciente a la gran burguesía terrateniente, y su regreso a Haworth lo hunde en una gran depresión que ahoga en alcohol y drogas. Él mantiene la esperanza de que la señora Robinson logre el divorcio se case con él, pero con la repentina muerte del señor Robinson, llega a la conclusión de esta posibilidad no existe y no se sabe si ella tenía el mismo interés que él, ya que el testamento declara que la viuda hereda la propiedad siempre y cuando no tenga ningún contacto más con Branwell Brontë.

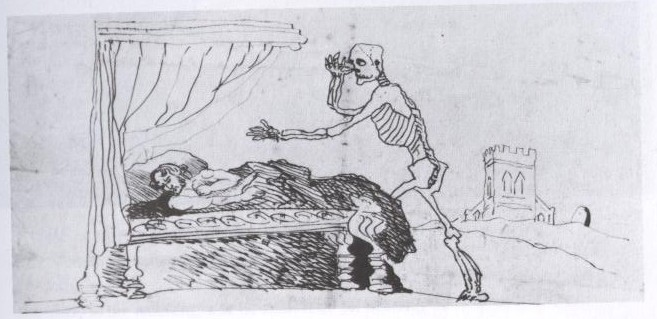
Caricatura de Branwell Brontë, realizada por él mismo llamando a la muerte, de 1847.

#### Decadencia y muerte
Después de varios años de decadencia y luego de meses de sufrimiento, murió en Haworth el 24 de septiembre de 1848, de una tuberculosis diagnosticada de manera tardía en su cuerpo desgastado y debilitado por el delirium tremens no pudo resistir. Al fallecer, su padre solo podía repetir "My brilliant boy" ("Mi hijo brillante"), a continuación, Emily, lúcida pero siempre llena de lealtad, escribió que él se encontraba "hopeless" ("sin esperanza").

#### La obra apenas esbozada

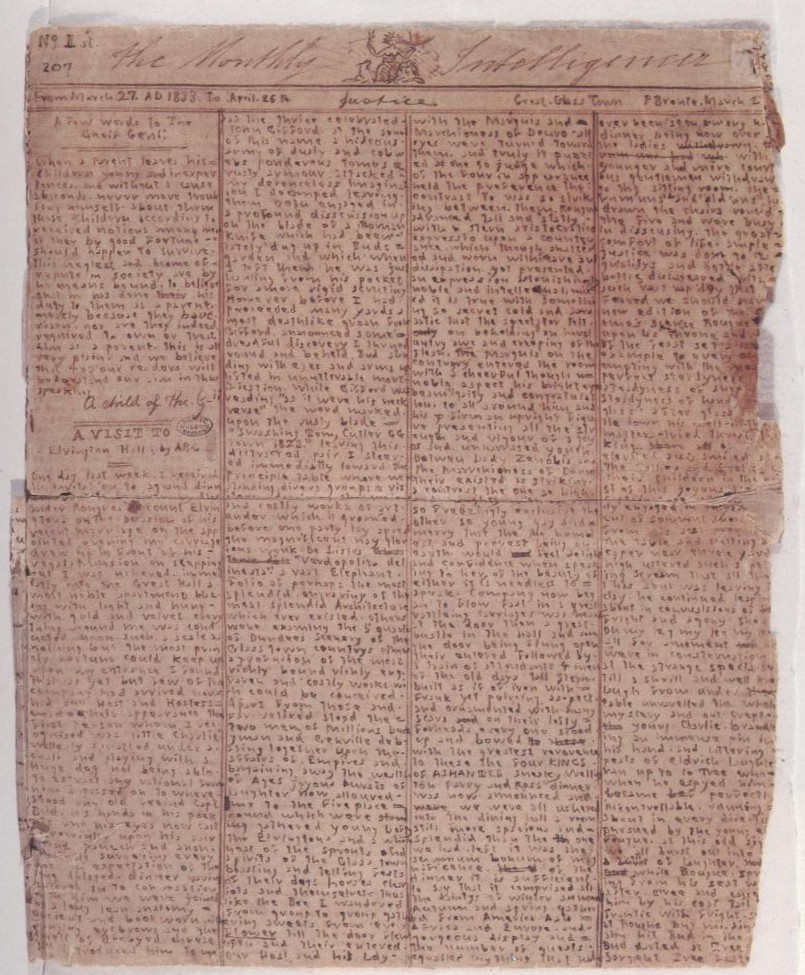
Edición del mes de abril de 1833 del Monthly Intelligencer, publicación mensual de Glass Town, Juvenilia, editado por Branwell.

Branwell es el autor de Juvenilia, de Glass Town y Angria, escrito con su hermana Charlotte, sus poemas, algunos en prosa o en verso, como Real Rest fueron publicado por Halifax Guardian el 8 de noviembre de 1846 bajo el seudónimo de "Northangerland" (este es también el nombre de una figura clave en su creación Glass Town, Rogue Alexander, más tarde Conde de Northangerland. Algunos artículos aparecen de vez en cuando en las revistas locales, y una novela sin terminar, And the Weary are at Rest ("Y a los cansados están en reposo") (1845).
Varios personajes notables y amigos posan para Branwell, pero terminó solo unos pocos retratos. Algunos permanecen, como las del señor y la señora Isaac Kirby, de la calle Fuente 3, Bradford; John Brown, el sacristán de Haworth, un amigo Branwell y padre de Martha Brown, sede de la casa parroquial; la señorita Margaret Hartley, sobrina del señor y la señora Kirby, con los cuales se reunió con su tío en la calle Fuente; reproducidos en la parte superior de este artículo, llamado Hermano feliz en Francia e Inglaterra, conocida como las Tres Hermanas ("Three Sisters") o el Pillar Portrait ("Retrato del pilar"), en el que Branwell se excluyó después de haber cubierto su boceto.
A algunos visitantes no le gustaba el retrato, como a la señora Gaskell, por ejemplo, que la llamó "rough, common-looking oil-painting" ("bruto, de aspecto común de la pintura al óleo"). También cita la sentencia de la aún más grave "shocking daub" ("costra infame"), pronunciadas por una persona no identificada en 1858, pero esta última observación parece aplicarse a dicha mesa Gun Group ("Grupo de fusil"). El retrato original del Pilar se encuentra en la National Portrait Gallery, y que atrae el mayor número de visitantes. Según los testigos, el parecido de sus hermanas es bastante exacto, especialmente en Emily y Anne, y algunas de las características más destacadas de Charlotte, con la prominente frente, la nariz algo larga, la mandíbula un poco cuadrada, ojos castaños y una hermosa cabellera.

### Emily Jane "la esfinge de la literatura"

#### Salvaje y libre

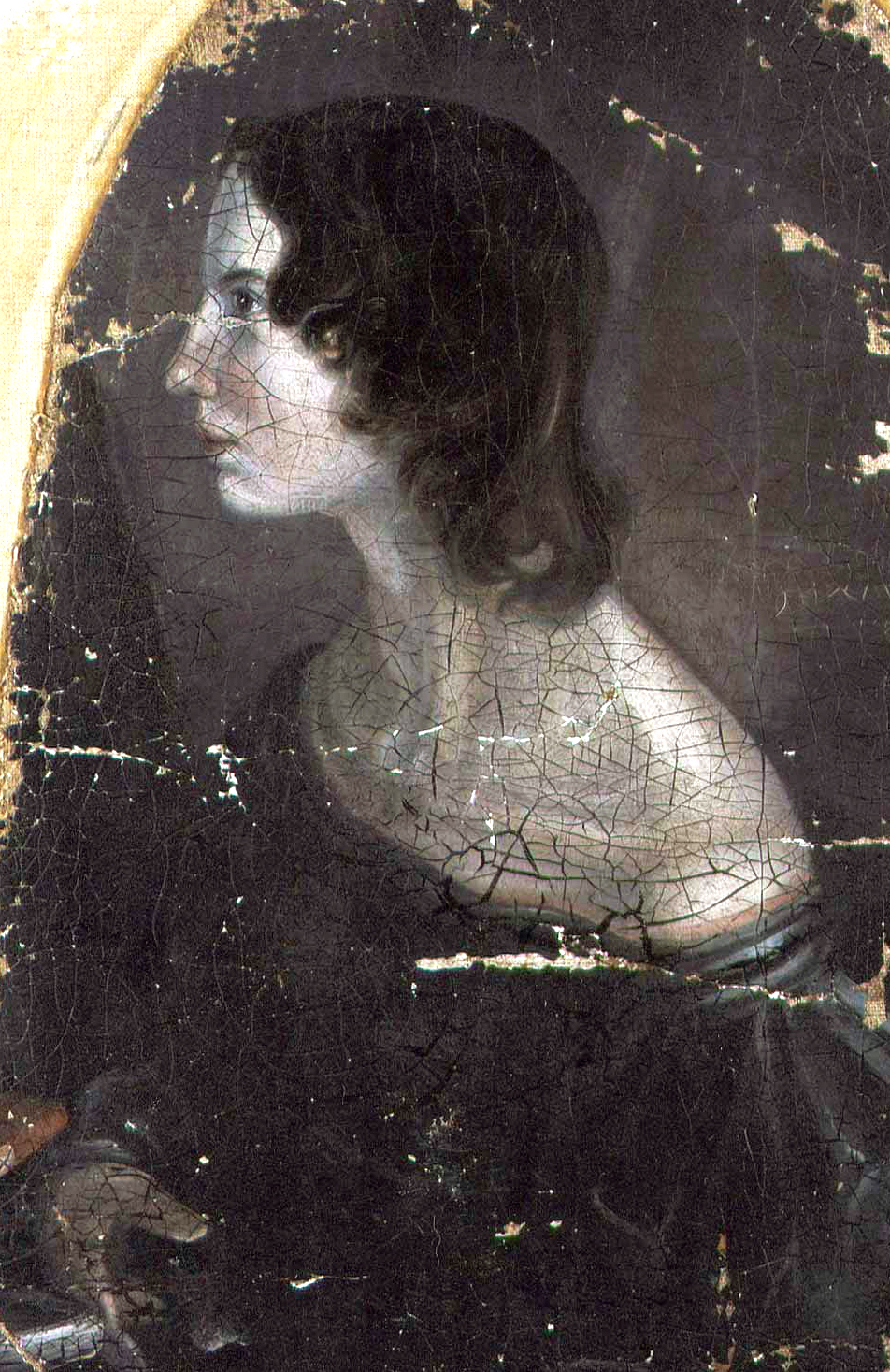
Retrato de Emily pintado por su hermano Branwell.

Con su nombre real Emily Jane Brontë (1818-1848) (firmó con sus dos nombres o con dos de sus iniciales E. J. Brontë) la "esfinge de la literatura" escribía sin ningún deseo de notoriedad, para cumplir con su única obligación interna. Así siente una necesidad feroz de independencia, rechazando las convenciones sociales o la etiqueta, y a menudo no le importa que estuviera fuera de su alcance familiar, a veces hasta el punto de volver atrás sus interlocutores sin decir una palabra. Emily tenía una personalidad inflexible (ella misma se cauterizó con un hierro candente la mordedura que le produjo su perro Keeper en la mano) secreta.
Emily ama por encima de todo, al igual que sus hermanas y hasta ellos, a través de los páramos salvajes circundantes de Haworth. ligó con esos brezos, esas paredes de piedra seca, las rocas y las cascadas, los nichos secretos, una relación simbiótica en la novela y su poemas. Ella recogía y trataba a los animales heridos que guarda con ella. Poco después del funeral de su hermano en septiembre de 1848, su salud se deterioró muy rápidamente sin pausa.

### Anne "la otra"[227]

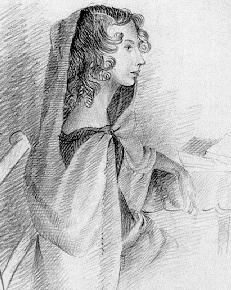
Retrato de Anne por Charlotte Brontë.

Después Anne entraría de nuevo como institutriz, esta vez en casa del reverendo Edmund Robinson en Thorp cerca de York, repitiéndose, con las niñas, los mismos problemas que en el anterior desempeño de su labor docente, aunque en esta ocasión, pudo no sólo dominar a sus alumnas Bessy y Mary, sino que consiguió que las niñas le tomaran verdadero afecto y no la olvidaran nunca.

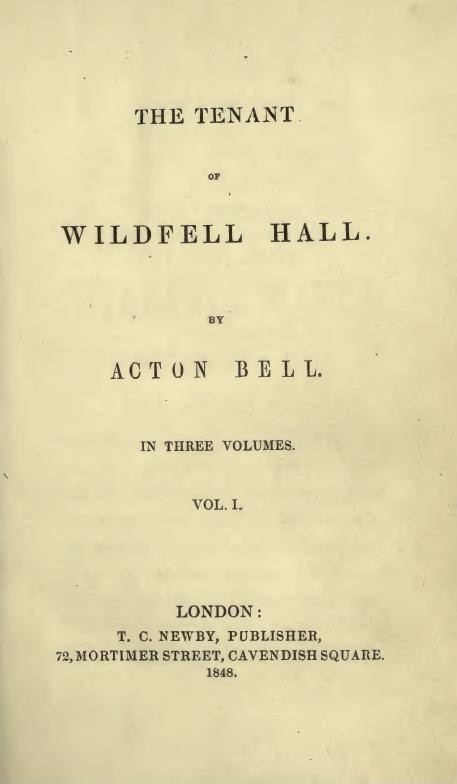
Portada de la 1.ª edición, 1848

La corta vida de Anne Brontë, desprovista de todo elemento romántico amoroso, se desliza melancólica entre sus clases, sus novelas, sus paseos por la playa de Scarborough en vacaciones, y el cuidado obsesivo que tenían las tres hermanas, Emily, Charlotte y Anne, por Branwell el niño mimado de la familia a quien se le toleraba cualquier cosa.
En el caso concreto de Anne, ella compartió con su hermano la enseñanza de los niños de la familia del reverendo Robinson. Lo introdujo personalmente allí con objeto de que diera clases de música al pequeño Edmund con el resultado desastroso de que Branwell se enamoró de Lydia Robinson, la madre de su discípulo. La pasión, que duró dos años y medio, ocasionó un verdadero drama familiar para los Brontë -por no hablar ya de los Robinson-: Branwell se dio a la bebida y al opio, sin posibilidad de enmienda.
El alcoholismo del joven Branwell serviría, no obstante, para que Anne escribiese la novela La inquilina de Wildfell Hall, criticada en su tiempo incluso por la propia Charlotte por considerarse que no era "apropiada", debido a la crudeza del tema, como literatura femenina.

## Anexos

### Cronología de los Brontë
| Cronología: Principales acontecimientos en relación con la familia Brontë, por fecha y agrupadas por etapas esencialesLos padres - 17 de marzo de 1777 : nacimiento de Patrick Brontë en Emdale, Condado de Down, Irlanda. - 15 de abril de 1783 : nacimiento de Maria Branwell en Penzance, Cornualles. - 1802 : Patrick Brontë ingresa al St John's College, Cambridge. - 1806 : Patrick Brontë es ordenado sacerdote de la Iglesia Anglicana. - 1806-1809 : Patrick Brontë es vicario en Wethersfield, Essex. - 1809, de enero a diciembre : Patrick Brontë es vicario en Wellington, Shropshire. - Diciembre de 1809 a diciembre de 1811 : Patrick Brontë es vicario en Dewsbury, Yorkshire. - 1811-1815 : Patrick Brontë es cura de Hartshead-cum-Clifton, Yorkshire. - 1812 : Maria Branwell va a casa de su tío John Fennell, director de la escuela de Woodhouse Grove, cerca de Bradford, y dónde Patrick Brontë examina las pruebas de los estudios bíblicos. - 29 de diciembre de 1812 : Patrick Brontë (que ahora se incluye bajo el nombre de Señor Brontë) esposa a Maria Branwel (que ahora será conocida como la Señora Brontë) en la iglesia de Guiseley. El nacimiento de los niños y la muerte de su madre - 23 de abril de 1814 : nacimiento y bautismo de Maria Brontë en Hartshead. - 8 de febrero de 1815 : nacimiento de Elizabeth Brontë en Hartshead, bautismo en Thornton el 26 de agosto. - 1815 : El señor Brontë es nombrado vicario perpetuo de la parroquia de Thornton, cerca de Bradford. - 21 de abril de 1816 : nacimiento de Charlotte Brontë en Thornton, bautismo el 29 de junio. - 26 de junio de 1817 : nacimiento de Patrick Branwell Brontë en Thornton, bautismo el 23 de julio. - 30 de julio de 1818 : nacimiento de Emily Brontë en Thornton, bautismo el 20 de agosto. - 17 de enero de 1820 : nacimiento de Anne Brontë en Thornton, bautismo el 25 de marzo. - Febrero de 1820 : el señor Brontë es nombrado vicario perpétuo de la parroquia de Haworth, Yorkshire. - 15 de septiembre de 1821 : la muerte y el entierro de la señora Brontë en Haworth. Su hermana, la señorita Elizabeth Branwell, que viene de Penzance se ocupará de cuidar de su sobrino y sus sobrinas. Escuela de Cowan Bridge, y las muertes de Maria y Elizabeth - Julio de 1824 : Maria y Elizabeth son enviadas a la « Escuela para hijas de los clérigos» de Cowan Bridge, Kirkby, Londsdale; Charlotte se une en agosto y Emily en noviembre. - 6 de mayo de 1825 : deceso de Maria en Haworth, después de retirarse de Cowan Bridge el 14 de febrero por razones de salud. - 1 de junio de 1825 : Charlotte y Emily son trasladadas de Cowan Bridge. - 15 de junio de 1825 : deceso de Elizabeth en Haworth, después de haber sido retiradas dee Cowan Bridge el 31 de mayo por razones de salud. - 1825 : Tabitha Aykroyd llega a la casa parroquial como asistente. Ella ya tiene treinta años. Partida de Charlotte hacia la escuela de Miss Wooler, en Roe Head, después de Emily, y posteriormente de Anne - Enero de 1831 : Charlotte parte para la escuela de Miss Wooler en Roe Head, Mirfield, donde conoce a sus amigas Ellen Nussey y Mary Taylor. - Junio de 1832 : Charlotte deja Roe Head para ocuparse de los estudios de sus hermanas. - Julio de 1835 : Charlotte regresa a Roe Head como maestra y emmène Emily comme élève dispensée de frais. Emily ne reste que six mois et Anne prend sa place dans les mêmes conditions jusqu'en décembre 1837. Los niños Brontë siguen caminos divergentes - 1835 : Branwell parte para estudiar en la Royal Academy of Arts de Londres y vuelve a los pocos días. - Junio de 1838 : Branwell se instala como retratista en Bradford en casa de la señora Kirby, en la calle Fountain 3; él regresa a Haworth cubriendo sus deudas en mayo de 1839. - Septiembre de 1838 : Emily part enseigner à l'école de Miss Patchett à Law Hill, près de Halifax, où elle ne restera que six mois. - Diciembre de 1838 : Charlotte quitte son poste d'enseignante à Roe Head. - Abril de 1839 : Anne parte como preceptora de la señora Ingham, a Blake Hall, Mirfield, puesto que ella abandonará en diciembre. - Mayo de 1839 : Charlotte parte como preceptora de Mrs Sidgwick, a Stonegappe, Lothersdale, ella lo abandonará en julio. - Agosto de 1839 : el reverendo William Weightman es nombrado vicario de la parroquia de Haworth. - Septiembre de 1839, Charlotte y Ellen Nussey pasan las vacaciones en Easton Farm, Bridlington. - Enero de 1840 : Branwell part comme précepteur chez Mr Posthethwaite, Broughton-in-Furness, d'où il revient en juin. - Mayo de 1840 : Anne parte como preceptora de Mrs Robinson, a Thorp Green Hall, Little Ouseburn, cerca de York. - Septiembre de 1840 : Branwell devient employé de la compagnie des chemins de fer Leeds-Manchester à Sowerby Bridge, Halifax. - 1840 : Martha Brown, fille du sacristain, est engagée à l'âge de 12 ans, comme bonne au presbytère de Haworth. - Marzo de 1841 : Charlotte parte como preceptora de Mrs White, a Upperwood House, Rawdon, de donde ella regresará en diciembre. - Abril de 1841 : Branwell reçoit une promotion et est nommé responsable du poste de ligne de Luddendenfoot, près de Halifax. Estadía en Bruselas de Charlotte y de Emily, después la muerte de la Tía Branwell - Febrero de 1842 : el señor Brontë acompaña a Charlotte y Emily a Bruselas donde ellas son inscritas en el Pensionado Heger. - Abril de 1842 : Branwell est renvoyé de Luddenden Foot pour négligence dans la tenue des comptes. - 6 de septiembre de 1842 : deceso de William Weightman a los 26 años. Sus exequias son celebradas en la iglesia de Haworth. - 29 de octubre de 1842 : deceso de Miss Branwell a los 66 años, e inhumada en la iglesia de Haworth. Charlotte y Emily van a Bruselas. - Enero de 1843 : Charlotte retorna a Bruselas y deja que Emily se ocupe del trabajo de casa; Anne se lleva a Branwell a casa de los Robinson en Thorp Green Hall en donde será institutriz del joven Edmund. - Enero de 1844 : Charlotte deja Bruselas definitivamente y vuelve a Haworth. - Mayo de 1845 : el reverendo Arthur Bell Nicholls es nombrado vicario de la parroquia de Haworth. - Junio de 1845 : Anne renuncia a su puesto en Thorp Green. - Julio de 1845 : Branwell est renvoyé de Thorp Green. Charlotte passe quelques jours chez Ellen Nussey à Hathersage. Primera publicación, bajo los nombres de Currer, Ellis y Acton Bell, luego la notoriedad - Mayo de 1846 : Poemas de Acton, Currer y Ellis Bell, publicados por Aylott & Jones a cuenta de las autoras. - Junio de 1846 : Charlotte termine The Professor qui est rejeté par de nombreux éditeurs. - Julio de 1846 : Emily termina Wuthering Heights y Anne Agnes Grey. - Agosto de 1846 : Charlotte accompagne Mr Brontë à Manchester pour une opération de la cataracte. À son chevet, elle commence la rédaction de Jane Eyre. - Octubre de 1847 : Jane Eyre, de Charlotte Brontë, es publicado por Smith, Elder & Co. - Diciembre de 1847 : Wuthering Heights y Agnes Grey, de Emily y Anne Brontë respectivamente, son publicados ensamblados por Thomas Cautley Newby. - Junio de 1848 : The Tenant of Wildfell Hall, la segunda novela de Anne Brontë, es publicada por Thomas Cautley Newby. - Julio de 1848 : Charlotte et Anne se rendent à Londres pour prouver à Smith, Elder & co qu'elles sont bien des personnes distinctes et que les « Bell» ne sont pas un seul et même auteur, comme en fait courir le bruit Thomas Cautley Newby. Muerte de Branwell, Emily y Anne en seis meses - 24 de septiembre de 1848 : Branwell meurt de la tuberculose, l'âgé de 31 ans. Il est inhumé dans l'église de Haworth. - 29 de diciembre de 1848 : Emily meurt de la tuberculose, âgée de 30 ans. Elle est inhumée en l'église de Haworth. - 28 de mayo de 1849 : Anne meurt de la tuberculose, âgée de 29 ans. Elle est inhumée au cimetière de St Mary's à Scarborough. Charlotte sola, los viajes y las citas - Junio de 1849 : Charlotte séjourne à Filey et à Easton Fram, Bridlington, tout en poursuivant la rédaction de Shirley. - Octubre de 1849 : Shirley de Charlotte Brontë es publicado por Smith, Elder & Co de Londres. - Diciembre de 1849 : Charlotte séjourne chez George Smith à Londres où elle rencontre Thackeray et Harriet Martineau. - Mar<o de 1850 : Charlotte séjourne chez Sir James Kay-Shuttleworth de Gawthorpe Hall, près de Burney. - Junio de 1850 : Charlotte séjourne à nouveau chez George Smith, dîne avec Thackeray et pose pour son portrait exécuté par George Richmond. - Julio de 1850 : Charlotte visita Edimburgo en compañía de George Smith. - Agosto de 1850 : Charlotte séjourne chez les Kay-Shuttleworth à Briery Close, Windemere et rencontre Mrs Gaskell. - Diciembre de 1850 : Charlotte séjourne chez Harriet Martineau à The Knoll, Ambleside, dans le Lake District. - Mayo-junio de 1851 : Charlotte está en Londres para la Exposición universal y dicta las conferencias de Thackeray. - Junio de 1851 : Charlotte séjourne chez Mrs Gaskell à Plymouth Grove, Manchester et commence la rédaction de Villette. - Junio de 1852 : Charlotte séjourne seule à Filey dans l'est du Yorkshire et se rend auprès de la tombe de sa sœur Anne à Scarborough. - Diciembre de 1852 : el reverendo Arthur Bell Nicholls pide la mano de Charlotte, pero ella lo rechaza en razón de la violenta oposición de su padre. - Enero de 1853 : Charlotte séjourne à Londres pour la dernière fois. Villette est publié par Smith, Elder & Co. - Abril de 1853 : Charlotte passe une semaine chez Mrs Gaskell à Plymouth Grove, Manchester. - Mayo de 1853 : Mr Nicholls démissionne de son poste de vicaire à Haworth. En août, il est muté à Kirk Smeaton, Pontefract. - Septiembre de 1853 : Mrs Gaskell passe quatre jours au presbytère de Haworth. Charlotte, après son départ, séjourne chez Miss Wooler à Hornsea, Yorkshire Est. - Enero de 1854 : Mr Nicholls séjourne chez Mr Grant, vicaire de Oxenhope, et rencontre Charlotte plusieurs fois. - Abril de 1854 : Mr Brontë revient sur son opposition au mariage de Charlotte avec Mr Nicholls et les fiançailles sont annoncées. - Junio de 1854 : Mr Nicholls reprend ses fonctions de vicaire à Haworth. Casamiento de Charlotte, luna de miel y muerte - 29 de junio de 1854 : Mariage de Charlotte et de Mr Nicholls en l'église de Haworth. La célébration est assurée par le révérend Sutcliffe Sowden, Miss Wooler conduit Charlotte à l'autel et Ellen Nussey est demoiselle d'honneur. - Julio de 1854 : Charlotte et Mr Nicholls partent en lune de miel en Irlande et Charlotte est présentée à sa belle-famille. - Enero de 1855 : Charlotte et Mr Nicholls séjournent chez les Kay-Shuttleworth à Gawthorpe Hall. Charlotte prend froid au cours d'une promenade à travers la lande mouillée. - Febrero de 1855 : Tabitha Aykroyd, la servante bien-aimée de la famille, décède à l'âge de 84 ans. - 31 de marzo de 1855 : Charlotte Brontë Nicholls, enceinte de quelques semaines, décède à Haworth à l'âge de 38 ans. Patrick Brontë, solo con su hijo hasta su muerte - Junio de 1855 : El señor Brontë le escribe a Elizabeth Gaskell para pedirle que componga una biografía de Charlotte. - Marzo de 1857 : The Life of Charlotte Brontë («La vida de Charlotte Brontë»), de la señora Gaskell, es publicado en Smith, Elder & Co. - Junio de 1857 : The Professor (« El Profesor »), la primera novela de Charlotte, es publicada a título póstumo por Smith, Elder & Co, con un prefacio del señor Nicholls. - 7 de junio de 1861 : fallecimiento del Señor Brontë a la edad de 84 años. El señor Nicholls abandonará la casa parroquial, acompañado de Martha Brown, y volverá a Irlanda. Culto posterior de los Brontë - Octubre de 1861 : vente aux enchères des effets de la famille Brontë. - 1872-1878 : le successeur de Mr Brontë, le révérend John Wade, ajoute une aile en pignon au presbytère. - 1879 : Mr Wade fait démolir l'église, à l'exception de son clocher, et en fait reconstruire une autre. - 19 de enero de 1880 : Martha Brown, bonne chez les Brontë, puis chez Mr Nicholls en Irlande, décède à l'âge de 52 ans à Haworth, lors d'une visite à sa famille. - 16 de diciembre de 1893 : se funda The Brontë Society en Hôtel de Ville de Bradford. Lord Houghton será su primer presidente. - 18 de mayo de 1895 : abre el Museo Brontë en la calle de la Yorkshire Penny Bank à Haworth. - 26 de noviembre de 1897 : fallecimiento de Ellen Nussey, amiga de Charlotte, a la edad de 80 años. - 2 de diciembre de 1906 : deceso del señor Nicholls a la edad de 88 añoss (en Banagher, Irlanda). - 4 de agosto de 1928 : el presbiterio de Haworth es adquirido por Sir James Roberts que formaba parte de la Brontë Society. El Museo Brontë Parsonage abre al público. - 1928-1929 : una colección, llamada Bonnell, de manuscritos, libros y dibujos de Bronte está disponible en el museo. - 1944 : una placa conmemorativa fue revelada en Bronte en « Coin des poètes» del Abate de Westminster. - Desde entonces, numerosos manuscritos o artículos para el Museo Bronte fueron donados o comprados y enriquecen la colección del museo. La 'Sociedad Brontë' 'se esfuerza constantemente en buscar, localizar y adquirir artefactos para ser reunidos en Haworth. |